# UEFA Champions League 2019/20
De UEFA Champions League 2019/20 was het 65e seizoen van het belangrijkste Europese voetbaltoernooi en het 28e seizoen sinds de invoering van de UEFA Champions League. Liverpool FC was titelhouder maar deze club werd reeds in de achtste finales uitgeschakeld door Atlético Madrid. De finale zou gespeeld worden in het Atatürk Olympisch Stadion te Istanboel (Turkije), maar door de coronacrisis werd de knock-outfase aangepast naar een 'Final 8'-toernooi dat werd afgewerkt in Lissabon in augustus 2020. Bayern München won het toernooi door in de finale Paris Saint-Germain met 1-0 te verslaan.

## Algemene info

### Wijziging format
Op 9 december 2016 bevestigde de UEFA een wijziging voor de UEFA Champions League-cyclus van 2018-2021. Deze was al aangekondigd op 26 augustus 2016. Volgens de nieuwe regels zou de winnaar van de UEFA Europa League 2018/19 automatisch worden geplaatst voor de groepsfase van de UEFA Champions League 2019/20. Daarnaast waren de vier hoogst geplaatste nationale voetbalbonden op de UEFA-landencoëfficiënten direct geplaatst voor de groepsfase.

### Deelnemers per land
Een totaal van 79 teams uit 54 van de 55 leden van de UEFA nam deel aan de UEFA Champions League 2019/20 (dit is zonder Liechtenstein, omdat dit land geen eigen competitie heeft). De ranglijst was gebaseerd op de UEFA-coëfficiënten, dit is belangrijk voor de bepaling van het maximale aantal teams. Dit gebeurde als volgt:
- De associaties 1-4 plaatsten zich met vier teams.
- De associaties 5-6 plaatsten zich met drie teams.
- De associaties 7-15 plaatsten zich met twee teams.
- De associaties 16-55 (zonder Liechtenstein) plaatsten zich met één team.
- De winnaars van de UEFA Champions League 2018/19 en UEFA Europa League 2018/19 plaatsten zich voor de groepsfase, ook wanneer zij dit niet via de nationale competitie hadden gedaan.

### De ranking
Voor de UEFA Champions League 2019/20 stonden de verschillende associaties in volgorde van de UEFA-coëfficiënten. Hierin waren meegenomen de prestaties in de Europese toernooien van 2013/14 tot en met 2017/18.
| Nr. | Land        | Coeff.  | Clubs |
| --- | ----------- | ------- | ----- |
| 1   | Spanje      | 106.998 | 4     |
| 2   | Engeland    | 79.605  | 4     |
| 3   | Italië      | 76.249  | 4     |
| 4   | Duitsland   | 71.427  | 4     |
| 5   | Frankrijk   | 56.415  | 3     |
| 6   | Rusland     | 53.382  | 3     |
| 7   | Portugal    | 47.248  | 2     |
| 8   | Oekraïne    | 41.133  | 2     |
| 9   | België      | 38.500  | 2     |
| 10  | Turkije     | 35.800  | 2     |
| 11  | Oostenrijk  | 32.850  | 2     |
| 12  | Zwitserland | 30.200  | 2     |
| 13  | Tsjechië    | 30.175  | 2     |
| 14  | Nederland   | 29.749  | 2     |
| 15  | Griekenland | 28.600  | 2     |
| 16  | Kroatië     | 26.000  | 1     |
| 17  | Denemarken  | 25.950  | 1     |
| 18  | Israël      | 21.750  | 1     |
| 19  | Cyprus      | 21.550  | 1     |

| Nr. | Land            | Coeff. | Clubs |
| --- | --------------- | ------ | ----- |
| 20  | Roemenië        | 20.450 | 1     |
| 21  | Polen           | 20.125 | 1     |
| 22  | Zweden          | 19.975 | 1     |
| 23  | Azerbeidzjan    | 19.125 | 1     |
| 24  | Bulgarije       | 19.125 | 1     |
| 25  | Servië          | 18.750 | 1     |
| 26  | Schotland       | 18.625 | 1     |
| 27  | Wit-Rusland     | 18.625 | 1     |
| 28  | Kazachstan      | 18.125 | 1     |
| 29  | Noorwegen       | 17.425 | 1     |
| 30  | Slovenië        | 14.500 | 1     |
| 31  | Liechtenstein   | 13.000 | 0     |
| 32  | Slowakije       | 12.125 | 1     |
| 33  | Moldavië        | 10.000 | 1     |
| 34  | Albanië         | 8.500  | 1     |
| 35  | IJsland         | 8.250  | 1     |
| 36  | Hongarije       | 8.125  | 1     |
| 37  | Noord-Macedonië | 7.500  | 1     |

| Nr. | Land                  | Coeff. | Clubs |
| --- | --------------------- | ------ | ----- |
| 38  | Finland               | 6.900  | 1     |
| 39  | Ierland               | 6.700  | 1     |
| 40  | Bosnië en Herzegovina | 6.625  | 1     |
| 41  | Letland               | 5.625  | 1     |
| 42  | Estland               | 5.500  | 1     |
| 43  | Litouwen              | 5.375  | 1     |
| 44  | Montenegro            | 5.000  | 1     |
| 45  | Georgië               | 5.000  | 1     |
| 46  | Armenië               | 4.875  | 1     |
| 47  | Malta                 | 4.500  | 1     |
| 48  | Luxemburg             | 4.375  | 1     |
| 49  | Noord-Ierland         | 4.250  | 1     |
| 50  | Wales                 | 3.875  | 1     |
| 51  | Faeröer               | 3.750  | 1     |
| 52  | Gibraltar             | 3.000  | 1     |
| 53  | Andorra               | 1.331  | 1     |
| 54  | San Marino            | 0.499  | 1     |
| 55  | Kosovo                | 0.000  | 1     |

### Instroming per ronde
Hieronder staat de lijst met welke associatie wanneer instroomde en met hoeveel teams.
|                                                |                                                | Teams nieuw deze ronde: | Teams van de vorige ronde: |
| ---------------------------------------------- | ---------------------------------------------- | --- | --- |
| Voorronde (4 teams)                            | Voorronde (4 teams)                            | - 4 kampioenen van de associaties 52–55 | |
| Eerste kwalificatieronde (34 teams) (32 teams) | Eerste kwalificatieronde (34 teams) (32 teams) | - 33 kampioenen van de associaties 18–51 (zonder Liechtenstein) - 31 kampioenen van de associaties 20–51 (zonder Liechtenstein) | - 1 winnaar van de voorronde.                                                                                                 |
| Tweede kwalificatieronde                       | Kampioensroute (20 teams)                      | - 3 kampioenen van de associaties 15–17 - 4 kampioenen van de associaties 16–19 | - 17 winnaars van de 1e kwalificatieronde - 16 winnaars van de 1e kwalificatieronde                                           |
| Tweede kwalificatieronde                       | Competitieroute (6 teams) (4 teams)            | - 6 nummers 2 van de associaties 10–15 - 4 nummers 2 van de associaties 12–15 | |
| Derde kwalificatieronde                        | Kampioensroute (12 teams)                      | - 2 kampioenen van de associaties 13–14 - 2 kampioenen van de associaties 14–15 | - 10 winnaars van de tweede kwalificatieronde (Kampioensroute)                                                                |
| Derde kwalificatieronde                        | Competitieroute (8 teams)                      | - 3 nummers 2 van de associaties 7–9 - 5 nummers 2 van de associaties 7–11 - 2 nummers 3 van de associaties 5–6 - 1 nummer 3 van de associatie 6 | - 3 winnaars van de tweede kwalificatieronde (Competitieroute) - 2 winnaars van de tweede kwalificatieronde (Competitieroute) |
| Play-off ronde                                 | Kampioensroute (8 teams)                       | - 2 kampioenen van de associaties 11–12 - 2 kampioenen van de associaties 12–13 | - 6 winnaars van de derde kwalificatieronde (Kampioensroute)                                                                  |
| Play-off ronde                                 | Competitieroute (4 teams)                      | | - 4 winnaars van de derde kwalificatie ronde (Competitieroute)                                                                |
| Groepsfase (32 teams)                          | Groepsfase (32 teams)                          | - Titelhouder van de UEFA Champions League 18/19 * - 10 kampioenen van de associaties 1–10 - 11 kampioenen van de associaties 1–11 * - 6 nummers 2 van de associaties 1–6 - 4 nummers 3 van de associaties 1–4 - 5 nummers 3 van de associaties 1–5 ** - 4 nummers 4 van de associaties 1–4 - Titelhouder van de UEFA Europa League 18/19 ** | - 4 winnaars van de play-off ronde (Kampioensroute) - 2 winnaars van de play-off ronde (Competitieroute)                      |
| Knockout-fase (16 teams)                       | Knockout-fase (16 teams)                       | | - 8 groepswinnaars van de groepsfase - 8 nummers 2 van de groepsfase                                                          |

Uitzonderingen op bovenstaande lijst zijn er wanneer de winnaar van de Champions League of Europa League zich via de nationale competitie al plaatste voor de groepsfase van de Champions League.
* Omdat de winnaar van de UEFA Champions League 2018/19 zich via de nationale competitie had geplaatst, nam de kampioen van associatie 11 (Oostenrijk) de plek van de Champions Leaguewinnaar in. Daarop volgde dat ook de kampioenen van eventuele andere associaties promoveerden naar andere instroomposities.
** Omdat de winnaar van de UEFA Europa League 2018/19 zich via de nationale competitie had geplaatst, nam de nummer drie van associatie 5 (Frankrijk) de plek van de Europa Leaguewinnaar in. De niet-kampioenen van eventuele andere associaties promoveerden naar andere instroomposities.

### Data
Alle lotingen, met uitzondering van de groepsfase, zouden plaatsvinden in het UEFA-hoofdkantoor in Nyon, Zwitserland. De loting van de groepsfase zou plaatsvinden in Monaco.
| Fase          | Ronde                    | Datum loting     | Heenwedstrijd                                     | Terugwedstrijd                                    |
| ------------- | ------------------------ | ---------------- | ------------------------------------------------- | ------------------------------------------------- |
| Kwalificatie  | Voorronde                | 11 juni 2019     | 25 juni 2019 (halve finaleronde)                  | 28 juni 2019 (finaleronde)                        |
| Kwalificatie  | Eerste kwalificatieronde | 18 juni 2019     | 9 en 10 juli 2019                                 | 16 en 17 juli 2019                                |
| Kwalificatie  | Tweede kwalificatieronde | 19 juni 2019     | 23 en 24 juli 2019                                | 30 en 31 juli 2019                                |
| Kwalificatie  | Derde kwalificatieronde  | 22 juli 2019     | 6 en 7 augustus 2019                              | 13 augustus 2019                                  |
| Play-off      | Play-offronde            | 5 augustus 2019  | 20 en 21 augustus 2019                            | 27 en 28 augustus 2019                            |
| Groepsfase    | Wedstrijddag 1           | 29 augustus 2019 | 17 en 18 september 2019                           | 17 en 18 september 2019                           |
| Groepsfase    | Wedstrijddag 2           | 29 augustus 2019 | 1 en 2 oktober 2019                               | 1 en 2 oktober 2019                               |
| Groepsfase    | Wedstrijddag 3           | 29 augustus 2019 | 22 en 23 oktober 2019                             | 22 en 23 oktober 2019                             |
| Groepsfase    | Wedstrijddag 4           | 29 augustus 2019 | 5 en 6 november 2019                              | 5 en 6 november 2019                              |
| Groepsfase    | Wedstrijddag 5           | 29 augustus 2019 | 26 en 27 november 2019                            | 26 en 27 november 2019                            |
| Groepsfase    | Wedstrijddag 6           | 29 augustus 2019 | 10 en 11 december 2019                            | 10 en 11 december 2019                            |
| Knock-outfase | Achtste finale           | 16 december 2019 | 18-19 en 25-26 februari 2020                      | 10-11 maart en 7-8 augustus 2020                  |
| Knock-outfase | Kwartfinale              | 10 juli 2020     | 12-15 augustus 2020                               | 12-15 augustus 2020                               |
| Knock-outfase | Halve finale             | 10 juli 2020     | 18-19 augustus 2020                               | 18-19 augustus 2020                               |
| Knock-outfase | Finale                   | 10 juli 2020     | 23 augustus 2020 in het Estádio da Luz, Lissabon. | 23 augustus 2020 in het Estádio da Luz, Lissabon. |

## Teams
Hieronder de indeling voor de UEFA Champions League.
| Hoofdtoernooi                         | Hoofdtoernooi     | Hoofdtoernooi          | Hoofdtoernooi       |
| ------------------------------------- | ----------------- | ---------------------- | ------------------- |
| Liverpool FC TH                       | Tottenham Hotspur | RB Leipzig             | Benfica             |
| Chelsea FC EL-TH                      | Juventus          | Bayer Leverkusen       | Sjachtar Donetsk    |
| FC Barcelona                          | SSC Napoli        | Paris Saint-Germain    | KRC Genk            |
| Atlético Madrid                       | Atalanta Bergamo  | Lille OSC              | Galatasaray         |
| Real Madrid                           | Internazionale    | Olympique Lyon         | Red Bull Salzburg   |
| Valencia CF                           | Bayern München    | Zenit Sint-Petersburg  |                     |
| Manchester City                       | Borussia Dortmund | Lokomotiv Moskou       |                     |
| Play-offronde                         |                   |                        |                     |
| Kampioenen                            | Kampioenen        | Niet-kampioenen        | Niet-kampioenen     |
| BSC Young Boys                        | Slavia Praag      |                        |                     |
| Derde kwalificatieronde               |                   |                        |                     |
| Kampioenen                            | Kampioenen        | Niet-kampioenen        | Niet-kampioenen     |
| Ajax                                  | PAOK Saloniki     | FK Krasnodar           | Club Brugge         |
|                                       |                   | FC Porto               | Istanbul Başakşehir |
| Dynamo Kiev                           | LASK Linz         |                        |                     |
| Tweede kwalificatieronde              |                   |                        |                     |
| Kampioenen                            | Kampioenen        | Niet-kampioenen        | Niet-kampioenen     |
| Dinamo Zagreb                         | Maccabi Tel Aviv  | FC Basel               | PSV                 |
| FC Kopenhagen                         | APOEL Nicosia     | Viktoria Pilsen        | Olympiakos Piraeus  |
| Eerste kwalificatieronde (kampioenen) |                   |                        |                     |
| CFR Cluj                              | Astana FK         | FK Shkëndija 79 Tetovo | FC Saboertalo       |
| Piast Gliwice                         | Rosenborg BK      | HJK Helsinki           | Ararat-Armenia      |
| AIK Stockholm                         | NK Maribor        | Dundalk FC             | Valletta FC         |
| FK Qarabağ                            | Slovan Bratislava | FK Sarajevo            | F91 Dudelange       |
| PFK Ludogorets                        | Sheriff Tiraspol  | Riga FC                | Linfield FC         |
| Rode Ster Belgrado                    | Partizan Tirana   | Nõmme Kalju FC         | The New Saints FC   |
| Celtic FC                             | Valur Reykjavík   | Sūduva Marijampolė     | HB Tórshavn         |
| BATE Borisov                          | Ferencvárosi TC   | FK Sutjeska Nikšić     |                     |
| Voorronde (kampioenen)                |                   |                        |                     |
| Lincoln Red Imps                      | FC Santa Coloma   | SP Tre Penne           | KF Feronikeli       |

## Kwalificatiefase
De UEFA hanteerde de volgende voorwaarden bij de lotingen.
- Clubs uit de landen Servië en Kosovo konden niet tegen elkaar loten. Dit gold ook voor de landen Bosnië en Herzegovina en Kosovo, maar ook voor Rusland en Oekraïne.
 Opmerking: Mochten deze voorwaarden zich toch voordoen, dan werd er geschoven met de wedstrijden om toch een juiste loting te krijgen.
- De wedstrijden in de voorronde: gespeeld over één wedstrijd.
- De wedstrijden vanaf de eerste kwalificatieronde: gespeeld over twee wedstrijden (heen en terug).

### Voorronde
Aan de voorronde deden 4 teams mee. De loting vond plaats op 11 juni 2019. De halve finalewedstrijden werden gespeeld op 25 juni en de finalewedstrijd op 28 juni 2019. Deze wedstrijden werden allemaal gespeeld in het Fadil Vokrristadion te Kosovo. De verliezende clubs stroomden door naar de tweede kwalificatieronde (kampioensroute) van de UEFA Europa League 2019/20.
| Halve finales | Halve finales | Halve finales    |
| Team 1        |               | Team 2           |
| ------------- | ------------- | ---------------- |
| Feronikeli    | 1 – 0         | Lincoln Red Imps |
| Tre Penne     | 0 – 1         | FC Santa Coloma  |
| Finale        |               |                  |
| Team 1        |               | Team 2           |
| Feronikeli    | 2 – 1         | FC Santa Coloma  |

### Eerste kwalificatieronde
Aan de eerste kwalificatieronde deden 32 teams mee, 31 nieuwe teams en de winnaar van de voorronde. De loting vond plaats op 18 juni 2019. De heenwedstrijden werden gespeeld op 9 en 10 juli, de terugwedstrijden op 16 en 17 juli 2019. De verliezende clubs stroomden door naar de tweede kwalificatieronde van de UEFA Europa League 2019/20.
| Team 1             | Tot.             | Team 2                 | 1e wedstr. | 2e wedstr.   |
| ------------------ | ---------------- | ---------------------- | ---------- | ------------ |
| Nõmme Kalju        | (u) 2 – 2        | FK Shkëndija 79 Tetovo | 0 – 1      | 2 – 1        |
| Sūduva Marijampolė | 1 – 2            | Rode Ster Belgrado     | 0 – 0      | 1 – 2        |
| Ararat-Armenia     | 3 – 4            | AIK Stockholm          | 2 – 1      | 1 – 3        |
| Astana FK          | 2 – 3            | CFR Cluj               | 1 – 0      | 1 – 3        |
| Ferencváros        | 5 – 3 *          | PFK Ludogorets         | 2 – 1      | 3 – 2        |
| Partizan Tirana    | 0 – 2            | FK Qarabağ             | 0 – 0      | 0 – 2        |
| Slovan Bratislava  | 2 – 2 ns (2 – 3) | FK Sutjeska Nikšić     | 1 – 1      | 1 – 1 (n.v.) |
| FK Sarajevo        | 2 – 5 *          | Celtic                 | 1 – 3      | 1 – 2        |
| Sheriff Tiraspol   | 3 – 4            | FC Saboertalo          | 0 – 3      | 3 – 1        |
| F91 Dudelange      | 3 – 3 (u)        | Valletta FC            | 2 – 2      | 1 – 1        |
| Linfield FC        | 0 – 6            | Rosenborg BK           | 0 – 2      | 0 – 4        |
| Valur Reykjavík    | 0 – 5            | NK Maribor             | 0 – 3      | 0 – 2        |
| Dundalk            | 0 – 0 ns (5 – 4) | Riga FC                | 0 – 0      | 0 – 0 (n.v.) |
| The New Saints     | 3 – 2            | Feronikeli             | 2 – 2      | 1 – 0        |
| HJK Helsinki       | 5 – 2            | HB Tórshavn            | 3 – 0      | 2 – 2        |
| BATE Borisov       | 3 – 2            | Piast Gliwice          | 1 – 1      | 2 – 1        |

Na deze loting bepaalde een andere loting dat de verliezer van de wedstrijd tussen FK Sarajevo en Celtic werd vrijgeloot van deelname aan de tweede kwalificatieronde van de UEFA Europa League 2019/20, waardoor de verliezer doorstroomde naar de derde kwalificatieronde van de UEFA Europa League 2019/20.
Bijz.: * Deze wedstrijden werden omgedraaid na de oorspronkelijke loting.

### Tweede kwalificatieronde
De tweede kwalificatieronde bestond uit twee aparte constructies: een voor kampioenen en een voor niet-kampioenen. De loting vond plaats op 19 juni 2019. De heenwedstrijden werden gespeeld op 23 en 24 juli, de terugwedstrijden op 30 en 31 juli 2019. De verliezende clubs uit beide constructies stroomden door naar de derde kwalificatieronde van de UEFA Europa League 2019/20.

#### Kampioenen
Aan de tweede kwalificatieronde voor kampioenen deden 20 clubs mee: 4 nieuwe clubs en de 16 winnaars uit de eerste kwalificatieronde.
| Team 1             | Tot.      | Team 2           | 1e wedstr. | 2e wedstr.   |
| ------------------ | --------- | ---------------- | ---------- | ------------ |
| CFR Cluj           | 3 – 2     | Maccabi Tel Aviv | 1 – 0      | 2 – 2        |
| BATE Borisov       | 2 – 3     | Rosenborg BK     | 2 – 1      | 0 – 2        |
| The New Saints     | 0 – 3     | FC Kopenhagen    | 0 – 2      | 0 – 1        |
| Ferencváros        | 4 – 2     | Valletta FC      | 3 – 1      | 1 – 1        |
| Dundalk FC         | 1 – 4     | FK Qarabağ       | 1 – 1      | 0 – 3        |
| FC Saboertalo      | 0 – 5     | Dinamo Zagreb    | 0 – 2      | 0 – 3        |
| Celtic             | 7 – 0     | Nõmme Kalju      | 5 – 0      | 2 – 0        |
| Rode Ster Belgrado | 3 – 2     | HJK Helsinki     | 2 – 0      | 1 – 2        |
| FK Sutjeska Nikšić | 0 – 4     | APOEL Nicosia    | 0 – 1      | 0 – 3        |
| NK Maribor         | (u) 4 – 4 | AIK Stockholm    | 2 – 1      | 2 – 3 (n.v.) |

#### Niet-kampioenen
Aan de tweede kwalificatieronde voor niet-kampioenen deden 4 clubs mee.
| Team 1          | Tot.      | Team 2             | 1e wedstr. | 2e wedstr. |
| --------------- | --------- | ------------------ | ---------- | ---------- |
| Viktoria Pilsen | 0 – 4     | Olympiakos Piraeus | 0 – 0      | 0 – 4      |
| PSV             | 4 – 4 (u) | FC Basel           | 3 – 2      | 1 – 2      |

### Derde kwalificatieronde
De derde kwalificatieronde bestond uit twee aparte constructies: een voor kampioenen en een voor niet-kampioenen. De loting vond plaats op 22 juli 2019. De heenwedstrijden werden gespeeld op 6 en 7 augustus, de terugwedstrijden op 13 augustus 2019. De verliezende clubs vanuit de constructie kampioenen stroomden door naar de play-offronde (kampioenen) van de UEFA Europa League 2019/20 en de verliezende clubs vanuit de constructie niet-kampioenen stroomden door naar het hoofdtoernooi van de UEFA Europa League 2019/20.

#### Kampioenen
Aan de derde kwalificatieronde voor kampioenen deden 12 clubs mee: 2 nieuwe clubs en de 10 winnaars uit de tweede kwalificatieronde (kampioenen).
| Team 1             | Tot.             | Team 2        | 1e wedstr. | 2e wedstr.   |
| ------------------ | ---------------- | ------------- | ---------- | ------------ |
| CFR Cluj           | 5 – 4            | Celtic        | 1 – 1      | 4 – 3        |
| APOEL Nicosia      | 3 – 2            | FK Qarabağ    | 1 – 2      | 2 – 0        |
| PAOK Saloniki      | 4 – 5            | Ajax          | 2 – 2      | 2 – 3        |
| Dinamo Zagreb      | 5 – 1            | Ferencváros   | 1 – 1      | 4 – 0        |
| Rode Ster Belgrado | 2 – 2 ns (7 – 6) | FC Kopenhagen | 1 – 1      | 1 – 1 (n.v.) |
| NK Maribor         | 2 – 6            | Rosenborg BK  | 1 – 3      | 1 – 3        |

#### Niet-kampioenen
Aan de derde kwalificatieronde voor niet-kampioenen deden 8 clubs mee: 6 nieuwe clubs en de 2 winnaars uit de tweede kwalificatieronde (niet-kampioenen).
| Team 1              | Tot.      | Team 2             | 1e wedstr. | 2e wedstr. |
| ------------------- | --------- | ------------------ | ---------- | ---------- |
| Istanbul Başakşehir | 0 – 3     | Olympiakos Piraeus | 0 – 1      | 0 – 2      |
| FK Krasnodar        | (u) 3 – 3 | FC Porto           | 0 – 1      | 3 – 2      |
| Club Brugge         | 4 – 3     | Dynamo Kiev        | 1 – 0      | 3 – 3      |
| FC Basel            | 2 – 5     | LASK               | 1 – 2      | 1 – 3      |

### Play-offronde
De play-offronde bestond uit twee aparte constructies: een voor kampioenen en een voor niet-kampioenen. De verliezende clubs uit beide constructies stroomden door naar het hoofdtoernooi van de UEFA Europa League 2019/20.

#### Kampioenen
Aan de play-offronde voor kampioenen deden 8 clubs mee: 2 nieuwe clubs en de 6 winnaars uit de derde kwalificatieronde (kampioenen).
| Team 1         | Tot.      | Team 2             | 1e wedstr. | 2e wedstr. |
| -------------- | --------- | ------------------ | ---------- | ---------- |
| Dinamo Zagreb  | 3 – 1     | Rosenborg BK       | 2 – 0      | 1 – 1      |
| CFR Cluj       | 0 – 2     | Slavia Praag       | 0 – 1      | 0 – 1      |
| APOEL Nicosia  | 0 – 2     | Ajax               | 0 – 0      | 0 – 2      |
| BSC Young Boys | 3 – 3 (u) | Rode Ster Belgrado | 2 – 2      | 1 – 1      |

#### Niet-kampioenen
Aan de play-offronde voor niet-kampioenen deden de 4 winnaars van de derde kwalificatieronde (niet-kampioenen) mee.
| Team 1             | Tot.  | Team 2       | 1e wedstr. | 2e wedstr. |
| ------------------ | ----- | ------------ | ---------- | ---------- |
| LASK               | 1 – 3 | Club Brugge  | 0 – 1      | 1 – 2      |
| Olympiakos Piraeus | 6 – 1 | FK Krasnodar | 4 – 0      | 2 – 1      |

## Hoofdtoernooi

### Groepsfase
De loting vond plaats op donderdag 29 augustus 2019. Een totaal van 32 teams werd verdeeld over 8 groepen van elk 4 teams, met de regel dat teams uit hetzelfde land niet in dezelfde groep konden komen. De 32 teams bestonden uit 26 rechtstreeks geplaatste teams en de 6 winnaars van de play-offronde uit beide constructies.
Potindeling
| Pot 1 | Pot 1   | Pot 2             | Pot 2   | Pot 3              | Pot 3  | Pot 4              | Pot 4  |
| Team | Coeff.  | Team              | Coeff.  | Team               | Coeff. | Team               | Coeff. |
| --- | ------- | ----------------- | ------- | ------------------ | ------ | ------------------ | ------ |
| Liverpool FC TH | 091.000 | Real Madrid       | 146.000 | Olympique Lyon     | 61.500 | Lokomotiv Moskou   | 28.500 |
| Chelsea FC EL-TH | 087.000 | Atlético Madrid   | 127.000 | Bayer Leverkusen   | 61.000 | KRC Genk           | 25.000 |
| FC Barcelona | 138.000 | Borussia Dortmund | 085.000 | Red Bull Salzburg  | 54.500 | Galatasaray        | 22.500 |
| Manchester City | 106.000 | SSC Napoli        | 080.000 | Olympiakos Piraeus | 44.000 | RB Leipzig         | 22.000 |
| Juventus | 124.000 | Sjachtar Donetsk  | 080.000 | Club Brugge        | 39.500 | Slavia Praag       | 21.500 |
| Bayern München | 128.000 | Tottenham Hotspur | 078.000 | Valencia CF        | 37.000 | Rode Ster Belgrado | 16.750 |
| Paris Saint-Germain | 103.000 | Ajax              | 070.500 | Internazionale     | 31.000 | Atalanta Bergamo   | 14.945 |
| Zenit Sint-Petersburg | 072.000 | Benfica           | 068.000 | Dinamo Zagreb      | 29.500 | Lille OSC          | 11.699 |
| \| Legendakleuren in de tabellen \| \| Groepswinnaars en nummers twee gaan door naar de tweede ronde. \| \| Nummers 3 gaan door naar de zestiende finale van de Europa League. \| \| Uitgeschakeld \| |         |                   |         |                    |        |                    |        |
| Legendakleuren in de tabellen |         |                   |         |                    |        |                    |        |
| Groepswinnaars en nummers twee gaan door naar de tweede ronde. |         |                   |         |                    |        |                    |        |
| Nummers 3 gaan door naar de zestiende finale van de Europa League. |         |                   |         |                    |        |                    |        |
| Uitgeschakeld |         |                   |         |                    |        |                    |        |

| Legendakleuren in de tabellen                                      |
| Groepswinnaars en nummers twee gaan door naar de tweede ronde.     |
| Nummers 3 gaan door naar de zestiende finale van de Europa League. |
| Uitgeschakeld                                                      |

| Pos | Team                | Wed | W | G | V | Ptn | DV | DT | +/− |  | PSG   | RMA   | BRU   | GAL   |
| --- | ------------------- | --- | - | - | - | --- | -- | -- | --- |  | ----- | ----- | ----- | ----- |
| 1   | Paris Saint-Germain | 6   | 5 | 1 | 0 | 16  | 17 | 2  | +15 |  | —     | 3 – 0 | 1 – 0 | 5 – 0 |
| 2   | Real Madrid         | 6   | 3 | 2 | 1 | 11  | 14 | 8  | +6  |  | 2 – 2 | —     | 2 – 2 | 6 – 0 |
| 3   | Club Brugge         | 6   | 0 | 3 | 3 | 3   | 4  | 12 | −8  |  | 0 – 5 | 1 – 3 | —     | 0 – 0 |
| 4   | Galatasaray SK      | 6   | 0 | 2 | 4 | 2   | 1  | 14 | −13 |  | 0 – 1 | 0 – 1 | 1 – 1 | —     |

|                             |             |       |                |                                                                                        |
| 18 september 2019 18:55 uur | Club Brugge | 0 – 0 | Galatasaray SK | Stadion: Jan Breydelstadion, Brugge Toeschouwers: 26.616 Scheidsrechter: Slavko Vinčić |
| 18 september 2019 18:55 uur |             |       |                | Stadion: Jan Breydelstadion, Brugge Toeschouwers: 26.616 Scheidsrechter: Slavko Vinčić |
| 18 september 2019 18:55 uur |             |       |                | Stadion: Jan Breydelstadion, Brugge Toeschouwers: 26.616 Scheidsrechter: Slavko Vinčić |
| 18 september 2019 18:55 uur |             |       |                | Stadion: Jan Breydelstadion, Brugge Toeschouwers: 26.616 Scheidsrechter: Slavko Vinčić |
|                             |             |       |                |                                                                                        |

|                             |                                 |       |             |                                                                                       |
| 18 september 2019 21:00 uur | Paris Saint-Germain             | 3 – 0 | Real Madrid | Stadion: Parc des Princes, Parijs Toeschouwers: 46.361 Scheidsrechter: Anthony Taylor |
| 18 september 2019 21:00 uur | Di María 14', 33' Meunier 90+1' |       |             | Stadion: Parc des Princes, Parijs Toeschouwers: 46.361 Scheidsrechter: Anthony Taylor |
| 18 september 2019 21:00 uur |                                 |       |             | Stadion: Parc des Princes, Parijs Toeschouwers: 46.361 Scheidsrechter: Anthony Taylor |
| 18 september 2019 21:00 uur |                                 |       |             | Stadion: Parc des Princes, Parijs Toeschouwers: 46.361 Scheidsrechter: Anthony Taylor |
|                             |                                 |       |             |                                                                                       |

|                          |                        |       |                                |                                                                                                |
| 1 oktober 2019 18:55 uur | Real Madrid            | 2 – 2 | Club Brugge                    | Stadion: Estadio Santiago Bernabéu, Madrid Toeschouwers: 65.112 Scheidsrechter: Georgi Kabakov |
| 1 oktober 2019 18:55 uur | Ramos 55' Casemiro 85' |       | 9', 39' Dennis 78', 84' Vormer | Stadion: Estadio Santiago Bernabéu, Madrid Toeschouwers: 65.112 Scheidsrechter: Georgi Kabakov |
| 1 oktober 2019 18:55 uur |                        |       |                                | Stadion: Estadio Santiago Bernabéu, Madrid Toeschouwers: 65.112 Scheidsrechter: Georgi Kabakov |
| 1 oktober 2019 18:55 uur |                        |       |                                | Stadion: Estadio Santiago Bernabéu, Madrid Toeschouwers: 65.112 Scheidsrechter: Georgi Kabakov |
|                          |                        |       |                                |                                                                                                |

|                          |                |            |                     |                                                                                                |
| 1 oktober 2019 21:00 uur | Galatasaray SK | 0 – 1      | Paris Saint-Germain | Stadion: Türk Telekom Stadion, Istanboel Toeschouwers: 46.532 Scheidsrechter: Szymon Marciniak |
| 1 oktober 2019 21:00 uur |                | 52' Icardi |                     | Stadion: Türk Telekom Stadion, Istanboel Toeschouwers: 46.532 Scheidsrechter: Szymon Marciniak |
| 1 oktober 2019 21:00 uur |                |            |                     | Stadion: Türk Telekom Stadion, Istanboel Toeschouwers: 46.532 Scheidsrechter: Szymon Marciniak |
| 1 oktober 2019 21:00 uur |                |            |                     | Stadion: Türk Telekom Stadion, Istanboel Toeschouwers: 46.532 Scheidsrechter: Szymon Marciniak |
|                          |                |            |                     |                                                                                                |

|                           |                |           |             |                                                                                              |
| 22 oktober 2019 21:00 uur | Galatasaray SK | 0 – 1     | Real Madrid | Stadion: Türk Telekom Stadion, Istanboel Toeschouwers: 48.886 Scheidsrechter: Daniele Orsato |
| 22 oktober 2019 21:00 uur |                | 18' Kroos |             | Stadion: Türk Telekom Stadion, Istanboel Toeschouwers: 48.886 Scheidsrechter: Daniele Orsato |
| 22 oktober 2019 21:00 uur |                |           |             | Stadion: Türk Telekom Stadion, Istanboel Toeschouwers: 48.886 Scheidsrechter: Daniele Orsato |
| 22 oktober 2019 21:00 uur |                |           |             | Stadion: Türk Telekom Stadion, Istanboel Toeschouwers: 48.886 Scheidsrechter: Daniele Orsato |
|                           |                |           |             |                                                                                              |

|                           |             |                                     |                     |                                                                                         |
| 22 oktober 2019 21:00 uur | Club Brugge | 0 – 5                               | Paris Saint-Germain | Stadion: Jan Breydelstadion, Brugge Toeschouwers: 26.946 Scheidsrechter: Daniel Siebert |
| 22 oktober 2019 21:00 uur |             | 7', 63' Icardi 61', 79', 83' Mbappé |                     | Stadion: Jan Breydelstadion, Brugge Toeschouwers: 26.946 Scheidsrechter: Daniel Siebert |
| 22 oktober 2019 21:00 uur |             |                                     |                     | Stadion: Jan Breydelstadion, Brugge Toeschouwers: 26.946 Scheidsrechter: Daniel Siebert |
| 22 oktober 2019 21:00 uur |             |                                     |                     | Stadion: Jan Breydelstadion, Brugge Toeschouwers: 26.946 Scheidsrechter: Daniel Siebert |
|                           |             |                                     |                     |                                                                                         |

|                           |                                                         |       |                |                                                                                              |
| 6 november 2019 21:00 uur | Real Madrid                                             | 6 – 0 | Galatasaray SK | Stadion: Estadio Santiago Bernabéu, Madrid Toeschouwers: 65.492 Scheidsrechter: Felix Zwayer |
| 6 november 2019 21:00 uur | Rodrygo 4', 7', 90+2' Ramos 14' (pen.) Benzema 45', 81' |       |                | Stadion: Estadio Santiago Bernabéu, Madrid Toeschouwers: 65.492 Scheidsrechter: Felix Zwayer |
| 6 november 2019 21:00 uur |                                                         |       |                | Stadion: Estadio Santiago Bernabéu, Madrid Toeschouwers: 65.492 Scheidsrechter: Felix Zwayer |
| 6 november 2019 21:00 uur |                                                         |       |                | Stadion: Estadio Santiago Bernabéu, Madrid Toeschouwers: 65.492 Scheidsrechter: Felix Zwayer |
|                           |                                                         |       |                |                                                                                              |

|                           |                     |       |             |                                                                                      |
| 6 november 2019 21:00 uur | Paris Saint-Germain | 1 – 0 | Club Brugge | Stadion: Parc des Princes, Parijs Toeschouwers: 47.418 Scheidsrechter: Robert Madden |
| 6 november 2019 21:00 uur | Icardi 22'          |       |             | Stadion: Parc des Princes, Parijs Toeschouwers: 47.418 Scheidsrechter: Robert Madden |
| 6 november 2019 21:00 uur |                     |       |             | Stadion: Parc des Princes, Parijs Toeschouwers: 47.418 Scheidsrechter: Robert Madden |
| 6 november 2019 21:00 uur |                     |       |             | Stadion: Parc des Princes, Parijs Toeschouwers: 47.418 Scheidsrechter: Robert Madden |
|                           |                     |       |             |                                                                                      |

|                            |                |       |                                          |                                                                                             |
| 26 november 2019 18:55 uur | Galatasaray SK | 1 – 1 | Club Brugge                              | Stadion: Türk Telekom Stadion, Istanboel Toeschouwers: 34.500 Scheidsrechter: Ivan Kružliak |
| 26 november 2019 18:55 uur | Büyük 11'      |       | 90+2', 66', 90+3' Diatta 31', 90+3' Mata | Stadion: Türk Telekom Stadion, Istanboel Toeschouwers: 34.500 Scheidsrechter: Ivan Kružliak |
| 26 november 2019 18:55 uur |                |       |                                          | Stadion: Türk Telekom Stadion, Istanboel Toeschouwers: 34.500 Scheidsrechter: Ivan Kružliak |
| 26 november 2019 18:55 uur |                |       |                                          | Stadion: Türk Telekom Stadion, Istanboel Toeschouwers: 34.500 Scheidsrechter: Ivan Kružliak |
|                            |                |       |                                          |                                                                                             |

|                            |                  |       |                        |                                                                                                   |
| 26 november 2019 21:00 uur | Real Madrid      | 2 – 2 | Paris Saint-Germain    | Stadion: Estadio Santiago Bernabéu, Madrid Toeschouwers: 75.534 Scheidsrechter: Artur Soares Dias |
| 26 november 2019 21:00 uur | Benzema 17', 79' |       | 81' Mbappé 83' Sarabia | Stadion: Estadio Santiago Bernabéu, Madrid Toeschouwers: 75.534 Scheidsrechter: Artur Soares Dias |
| 26 november 2019 21:00 uur |                  |       |                        | Stadion: Estadio Santiago Bernabéu, Madrid Toeschouwers: 75.534 Scheidsrechter: Artur Soares Dias |
| 26 november 2019 21:00 uur |                  |       |                        | Stadion: Estadio Santiago Bernabéu, Madrid Toeschouwers: 75.534 Scheidsrechter: Artur Soares Dias |
|                            |                  |       |                        |                                                                                                   |

|                            |             |       |                                              |                                                                                         |
| 11 december 2019 21:00 uur | Club Brugge | 1 – 3 | Real Madrid                                  | Stadion: Jan Breydelstadion, Brugge Toeschouwers: 27.308 Scheidsrechter: Tobias Stieler |
| 11 december 2019 21:00 uur | Vanaken 55' |       | 53' Rodrygo 64' Vinícius Júnior 90+1' Modrić | Stadion: Jan Breydelstadion, Brugge Toeschouwers: 27.308 Scheidsrechter: Tobias Stieler |
| 11 december 2019 21:00 uur |             |       |                                              | Stadion: Jan Breydelstadion, Brugge Toeschouwers: 27.308 Scheidsrechter: Tobias Stieler |
| 11 december 2019 21:00 uur |             |       |                                              | Stadion: Jan Breydelstadion, Brugge Toeschouwers: 27.308 Scheidsrechter: Tobias Stieler |
|                            |             |       |                                              |                                                                                         |

|                            |                                                                |       |                |                                                                                      |
| 11 december 2019 21:00 uur | Paris Saint-Germain                                            | 5 – 0 | Galatasaray SK | Stadion: Parc des Princes, Parijs Toeschouwers: 46.509 Scheidsrechter: István Kovács |
| 11 december 2019 21:00 uur | Icardi 32' Sarabia 35' Neymar 46' Mbappé 63' Cavani 84' (pen.) |       |                | Stadion: Parc des Princes, Parijs Toeschouwers: 46.509 Scheidsrechter: István Kovács |
| 11 december 2019 21:00 uur |                                                                |       |                | Stadion: Parc des Princes, Parijs Toeschouwers: 46.509 Scheidsrechter: István Kovács |
| 11 december 2019 21:00 uur |                                                                |       |                | Stadion: Parc des Princes, Parijs Toeschouwers: 46.509 Scheidsrechter: István Kovács |
|                            |                                                                |       |                |                                                                                      |

| Pos | Team               | Wed | W | G | V | Ptn | DV | DT | +/− |  | BAY   | TOT   | OLY   | RSB   |
| --- | ------------------ | --- | - | - | - | --- | -- | -- | --- |  | ----- | ----- | ----- | ----- |
| 1   | Bayern München     | 6   | 6 | 0 | 0 | 18  | 24 | 5  | +19 |  | —     | 3 – 1 | 2 – 0 | 3 – 0 |
| 2   | Tottenham Hotspur  | 6   | 3 | 1 | 2 | 10  | 18 | 14 | +4  |  | 2 – 7 | —     | 4 – 2 | 5 – 0 |
| 3   | Olympiakos Piraeus | 6   | 1 | 1 | 4 | 4   | 8  | 14 | −6  |  | 2 – 3 | 2 – 2 | —     | 1 – 0 |
| 4   | Rode Ster Belgrado | 6   | 1 | 0 | 5 | 3   | 3  | 20 | −17 |  | 0 – 6 | 0 – 4 | 3 – 1 | —     |

|                             |                                 |       |                                 | |
| 18 september 2019 18:55 uur | Olympiakos Piraeus              | 2 – 2 | Tottenham Hotspur               | Stadion: Georgios Karaiskákisstadion, Piraeus Toeschouwers: 31.001 Scheidsrechter: Gianluca Rocchi |
| 18 september 2019 18:55 uur | Podence 44' Valbuena 54' (pen.) |       | 26' (pen.) Kane 30' Lucas Moura | Stadion: Georgios Karaiskákisstadion, Piraeus Toeschouwers: 31.001 Scheidsrechter: Gianluca Rocchi |
| 18 september 2019 18:55 uur |                                 |       |                                 | Stadion: Georgios Karaiskákisstadion, Piraeus Toeschouwers: 31.001 Scheidsrechter: Gianluca Rocchi |
| 18 september 2019 18:55 uur |                                 |       |                                 | Stadion: Georgios Karaiskákisstadion, Piraeus Toeschouwers: 31.001 Scheidsrechter: Gianluca Rocchi |
|                             |                                 |       |                                 | |

|                             |                                        |       |                    |                                                                                    |
| 18 september 2019 21:00 uur | Bayern München                         | 3 – 0 | Rode Ster Belgrado | Stadion: Allianz Arena, München Toeschouwers: 70.000 Scheidsrechter: Robert Madden |
| 18 september 2019 21:00 uur | Coman 34' Lewandowski 80' Müller 90+1' |       |                    | Stadion: Allianz Arena, München Toeschouwers: 70.000 Scheidsrechter: Robert Madden |
| 18 september 2019 21:00 uur |                                        |       |                    | Stadion: Allianz Arena, München Toeschouwers: 70.000 Scheidsrechter: Robert Madden |
| 18 september 2019 21:00 uur |                                        |       |                    | Stadion: Allianz Arena, München Toeschouwers: 70.000 Scheidsrechter: Robert Madden |
|                             |                                        |       |                    |                                                                                    |

|                          |                                    |       |                            |                                                                                         |
| 1 oktober 2019 21:00 uur | Rode Ster Belgrado                 | 3 – 1 | Olympiakos Piraeus         | Stadion: Rode Sterstadion, Belgrado Toeschouwers: 43.291 Scheidsrechter: Benoît Bastien |
| 1 oktober 2019 21:00 uur | Vulić 62' Milunović 87' Boakye 90' |       | 37' Semedo 42', 58' Benzia | Stadion: Rode Sterstadion, Belgrado Toeschouwers: 43.291 Scheidsrechter: Benoît Bastien |
| 1 oktober 2019 21:00 uur |                                    |       |                            | Stadion: Rode Sterstadion, Belgrado Toeschouwers: 43.291 Scheidsrechter: Benoît Bastien |
| 1 oktober 2019 21:00 uur |                                    |       |                            | Stadion: Rode Sterstadion, Belgrado Toeschouwers: 43.291 Scheidsrechter: Benoît Bastien |
|                          |                                    |       |                            |                                                                                         |

|                          |                         |       |                                                            |                                                                                                |
| 1 oktober 2019 21:00 uur | Tottenham Hotspur       | 2 – 7 | Bayern München                                             | Stadion: Tottenham Hotspur Stadion, Londen Toeschouwers: 60.127 Scheidsrechter: Clément Turpin |
| 1 oktober 2019 21:00 uur | Son 12' Kane 61' (pen.) |       | 15' Kimmich 45', 87' Lewandowski 53', 55', 83', 88' Gnabry | Stadion: Tottenham Hotspur Stadion, Londen Toeschouwers: 60.127 Scheidsrechter: Clément Turpin |
| 1 oktober 2019 21:00 uur |                         |       |                                                            | Stadion: Tottenham Hotspur Stadion, Londen Toeschouwers: 60.127 Scheidsrechter: Clément Turpin |
| 1 oktober 2019 21:00 uur |                         |       |                                                            | Stadion: Tottenham Hotspur Stadion, Londen Toeschouwers: 60.127 Scheidsrechter: Clément Turpin |
|                          |                         |       |                                                            |                                                                                                |

|                           |                                           |       |                    |                                                                                             |
| 22 oktober 2019 21:00 uur | Tottenham Hotspur                         | 5 – 0 | Rode Ster Belgrado | Stadion: Tottenham Hotspur Stadion, Londen Toeschouwers: 51.743 Scheidsrechter: Marco Guida |
| 22 oktober 2019 21:00 uur | Kane 9', 72' Son 16', 44' Erik Lamela 57' |       |                    | Stadion: Tottenham Hotspur Stadion, Londen Toeschouwers: 51.743 Scheidsrechter: Marco Guida |
| 22 oktober 2019 21:00 uur |                                           |       |                    | Stadion: Tottenham Hotspur Stadion, Londen Toeschouwers: 51.743 Scheidsrechter: Marco Guida |
| 22 oktober 2019 21:00 uur |                                           |       |                    | Stadion: Tottenham Hotspur Stadion, Londen Toeschouwers: 51.743 Scheidsrechter: Marco Guida |
|                           |                                           |       |                    |                                                                                             |

|                           |                            |       |                                  |                                                                                                   |
| 22 oktober 2019 21:00 uur | Olympiakos Piraeus         | 2 – 3 | Bayern München                   | Stadion: Georgios Karaiskákisstadion, Piraeus Toeschouwers: 31.670 Scheidsrechter: Danny Makkelie |
| 22 oktober 2019 21:00 uur | El-Arabi 23' Guilherme 79' |       | 34', 62' Lewandowski 75' Tolisso | Stadion: Georgios Karaiskákisstadion, Piraeus Toeschouwers: 31.670 Scheidsrechter: Danny Makkelie |
| 22 oktober 2019 21:00 uur |                            |       |                                  | Stadion: Georgios Karaiskákisstadion, Piraeus Toeschouwers: 31.670 Scheidsrechter: Danny Makkelie |
| 22 oktober 2019 21:00 uur |                            |       |                                  | Stadion: Georgios Karaiskákisstadion, Piraeus Toeschouwers: 31.670 Scheidsrechter: Danny Makkelie |
|                           |                            |       |                                  |                                                                                                   |

|                           |                             |       |                    |                                                                                       |
| 6 november 2019 18:55 uur | Bayern München              | 2 – 0 | Olympiakos Piraeus | Stadion: Allianz Arena, München Toeschouwers: 63.646 Scheidsrechter: Paweł Raczkowski |
| 6 november 2019 18:55 uur | Lewandowski 69' Perišić 89' |       |                    | Stadion: Allianz Arena, München Toeschouwers: 63.646 Scheidsrechter: Paweł Raczkowski |
| 6 november 2019 18:55 uur |                             |       |                    | Stadion: Allianz Arena, München Toeschouwers: 63.646 Scheidsrechter: Paweł Raczkowski |
| 6 november 2019 18:55 uur |                             |       |                    | Stadion: Allianz Arena, München Toeschouwers: 63.646 Scheidsrechter: Paweł Raczkowski |
|                           |                             |       |                    |                                                                                       |

|                           |                    |                                       |                   |                                                                                                  |
| 6 november 2019 21:00 uur | Rode Ster Belgrado | 0 – 4                                 | Tottenham Hotspur | Stadion: Rode Sterstadion, Belgrado Toeschouwers: 42.381 Scheidsrechter: Carlos del Cerro Grande |
| 6 november 2019 21:00 uur |                    | 34' Lo Celso 57', 61' Son 85' Eriksen |                   | Stadion: Rode Sterstadion, Belgrado Toeschouwers: 42.381 Scheidsrechter: Carlos del Cerro Grande |
| 6 november 2019 21:00 uur |                    |                                       |                   | Stadion: Rode Sterstadion, Belgrado Toeschouwers: 42.381 Scheidsrechter: Carlos del Cerro Grande |
| 6 november 2019 21:00 uur |                    |                                       |                   | Stadion: Rode Sterstadion, Belgrado Toeschouwers: 42.381 Scheidsrechter: Carlos del Cerro Grande |
|                           |                    |                                       |                   |                                                                                                  |

|                            |                                     |       |                        |                                                                                                |
| 26 november 2019 21:00 uur | Tottenham Hotspur                   | 4 – 2 | Olympiakos Piraeus     | Stadion: Tottenham Hotspur Stadion, Londen Toeschouwers: 57.024 Scheidsrechter: Georgi Kabakov |
| 26 november 2019 21:00 uur | Alli 45+1' Kane 50', 77' Aurier 73' |       | 6' El-Arabi 19' Semedo | Stadion: Tottenham Hotspur Stadion, Londen Toeschouwers: 57.024 Scheidsrechter: Georgi Kabakov |
| 26 november 2019 21:00 uur |                                     |       |                        | Stadion: Tottenham Hotspur Stadion, Londen Toeschouwers: 57.024 Scheidsrechter: Georgi Kabakov |
| 26 november 2019 21:00 uur |                                     |       |                        | Stadion: Tottenham Hotspur Stadion, Londen Toeschouwers: 57.024 Scheidsrechter: Georgi Kabakov |
|                            |                                     |       |                        |                                                                                                |

|                            |                    |                                                                |                |                                                                                        |
| 26 november 2019 21:00 uur | Rode Ster Belgrado | 0 – 6                                                          | Bayern München | Stadion: Rode Sterstadion, Belgrado Toeschouwers: 44.118 Scheidsrechter: Björn Kuipers |
| 26 november 2019 21:00 uur |                    | 14' Goretzka 53' (pen.), 60', 64', 68' Lewandowski 89' Tolisso |                | Stadion: Rode Sterstadion, Belgrado Toeschouwers: 44.118 Scheidsrechter: Björn Kuipers |
| 26 november 2019 21:00 uur |                    |                                                                |                | Stadion: Rode Sterstadion, Belgrado Toeschouwers: 44.118 Scheidsrechter: Björn Kuipers |
| 26 november 2019 21:00 uur |                    |                                                                |                | Stadion: Rode Sterstadion, Belgrado Toeschouwers: 44.118 Scheidsrechter: Björn Kuipers |
|                            |                    |                                                                |                |                                                                                        |

|                            |                     |       |                    |                                                                                                   |
| 11 december 2019 21:00 uur | Olympiakos Piraeus  | 1 – 0 | Rode Ster Belgrado | Stadion: Georgios Karaiskákisstadion, Piraeus Toeschouwers: 31.898 Scheidsrechter: Daniele Orsato |
| 11 december 2019 21:00 uur | El-Arabi 87' (pen.) |       |                    | Stadion: Georgios Karaiskákisstadion, Piraeus Toeschouwers: 31.898 Scheidsrechter: Daniele Orsato |
| 11 december 2019 21:00 uur |                     |       |                    | Stadion: Georgios Karaiskákisstadion, Piraeus Toeschouwers: 31.898 Scheidsrechter: Daniele Orsato |
| 11 december 2019 21:00 uur |                     |       |                    | Stadion: Georgios Karaiskákisstadion, Piraeus Toeschouwers: 31.898 Scheidsrechter: Daniele Orsato |
|                            |                     |       |                    |                                                                                                   |

|                            |                                   |       |                   |                                                                                      |
| 11 december 2019 21:00 uur | Bayern München                    | 3 – 1 | Tottenham Hotspur | Stadion: Allianz Arena, München Toeschouwers: 66.353 Scheidsrechter: Gianluca Rocchi |
| 11 december 2019 21:00 uur | Coman 14' Müller 45' Coutinho 64' |       | 20' Sessegnon     | Stadion: Allianz Arena, München Toeschouwers: 66.353 Scheidsrechter: Gianluca Rocchi |
| 11 december 2019 21:00 uur |                                   |       |                   | Stadion: Allianz Arena, München Toeschouwers: 66.353 Scheidsrechter: Gianluca Rocchi |
| 11 december 2019 21:00 uur |                                   |       |                   | Stadion: Allianz Arena, München Toeschouwers: 66.353 Scheidsrechter: Gianluca Rocchi |
|                            |                                   |       |                   |                                                                                      |

| Pos | Team             | Wed | W | G | V | Ptn | DV | DT | +/− |  | MCI   | ATT   | SHK   | DZA   |
| --- | ---------------- | --- | - | - | - | --- | -- | -- | --- |  | ----- | ----- | ----- | ----- |
| 1   | Manchester City  | 6   | 4 | 2 | 0 | 14  | 16 | 4  | +12 |  | —     | 5 – 1 | 1 – 1 | 2 – 0 |
| 2   | Atalanta Bergamo | 6   | 2 | 1 | 3 | 7   | 8  | 12 | −4  |  | 1 – 1 | —     | 1 – 2 | 2 – 0 |
| 3   | Sjachtar Donetsk | 6   | 1 | 3 | 2 | 6   | 8  | 13 | −5  |  | 0 – 3 | 0 – 3 | —     | 2 – 2 |
| 4   | Dinamo Zagreb    | 6   | 1 | 2 | 3 | 5   | 10 | 13 | −3  |  | 1 – 4 | 4 – 0 | 3 – 3 | —     |

|                             |                  |                                           |                 |                                                                                          |
| 18 september 2019 21:00 uur | Sjachtar Donetsk | 0 – 3                                     | Manchester City | Stadion: Metaliststadion, Charkov Toeschouwers: 36.675 Scheidsrechter: Artur Soares Dias |
| 18 september 2019 21:00 uur |                  | 24' Mahrez 38' Gündoğan 76' Gabriel Jesus |                 | Stadion: Metaliststadion, Charkov Toeschouwers: 36.675 Scheidsrechter: Artur Soares Dias |
| 18 september 2019 21:00 uur |                  |                                           |                 | Stadion: Metaliststadion, Charkov Toeschouwers: 36.675 Scheidsrechter: Artur Soares Dias |
| 18 september 2019 21:00 uur |                  |                                           |                 | Stadion: Metaliststadion, Charkov Toeschouwers: 36.675 Scheidsrechter: Artur Soares Dias |
|                             |                  |                                           |                 |                                                                                          |

|                             |                                |       |                  |                                                                                         |
| 18 september 2019 21:00 uur | Dinamo Zagreb                  | 4 – 0 | Atalanta Bergamo | Stadion: Maksimirstadion, Zagreb Toeschouwers: 28.863 Scheidsrechter: Jesús Gil Manzano |
| 18 september 2019 21:00 uur | Leovac 10' Oršić 31', 42', 68' |       |                  | Stadion: Maksimirstadion, Zagreb Toeschouwers: 28.863 Scheidsrechter: Jesús Gil Manzano |
| 18 september 2019 21:00 uur |                                |       |                  | Stadion: Maksimirstadion, Zagreb Toeschouwers: 28.863 Scheidsrechter: Jesús Gil Manzano |
| 18 september 2019 21:00 uur |                                |       |                  | Stadion: Maksimirstadion, Zagreb Toeschouwers: 28.863 Scheidsrechter: Jesús Gil Manzano |
|                             |                                |       |                  |                                                                                         |

|                          |                  |       |                                |                                                                               |
| 1 oktober 2019 18:55 uur | Atalanta Bergamo | 1 – 2 | Sjachtar Donetsk               | Stadion: San Siro, Milaan Toeschouwers: 26.022 Scheidsrechter: Tobias Stieler |
| 1 oktober 2019 18:55 uur | Zapata 28'       |       | 41' Moraes 90+5' Manor Solomon | Stadion: San Siro, Milaan Toeschouwers: 26.022 Scheidsrechter: Tobias Stieler |
| 1 oktober 2019 18:55 uur |                  |       |                                | Stadion: San Siro, Milaan Toeschouwers: 26.022 Scheidsrechter: Tobias Stieler |
| 1 oktober 2019 18:55 uur |                  |       |                                | Stadion: San Siro, Milaan Toeschouwers: 26.022 Scheidsrechter: Tobias Stieler |
|                          |                  |       |                                |                                                                               |

|                          |                          |       |               |                                                                                           |
| 1 oktober 2019 21:00 uur | Manchester City          | 2 – 0 | Dinamo Zagreb | Stadion: Etihad Stadion, Manchester Toeschouwers: 49.046 Scheidsrechter: Serdar Gözübüyük |
| 1 oktober 2019 21:00 uur | Sterling 66' Foden 90+5' |       |               | Stadion: Etihad Stadion, Manchester Toeschouwers: 49.046 Scheidsrechter: Serdar Gözübüyük |
| 1 oktober 2019 21:00 uur |                          |       |               | Stadion: Etihad Stadion, Manchester Toeschouwers: 49.046 Scheidsrechter: Serdar Gözübüyük |
| 1 oktober 2019 21:00 uur |                          |       |               | Stadion: Etihad Stadion, Manchester Toeschouwers: 49.046 Scheidsrechter: Serdar Gözübüyük |
|                          |                          |       |               |                                                                                           |

|                           |                          |       |                           |                                                                                            |
| 22 oktober 2019 18:55 uur | Sjachtar Donetsk         | 2 – 2 | Dinamo Zagreb             | Stadion: Metaliststadion, Charkov Toeschouwers: 21.526 Scheidsrechter: Antonio Mateu Lahoz |
| 22 oktober 2019 18:55 uur | Konopljanka 16' Dodô 75' |       | 25' Olmo 60' (pen.) Oršić | Stadion: Metaliststadion, Charkov Toeschouwers: 21.526 Scheidsrechter: Antonio Mateu Lahoz |
| 22 oktober 2019 18:55 uur |                          |       |                           | Stadion: Metaliststadion, Charkov Toeschouwers: 21.526 Scheidsrechter: Antonio Mateu Lahoz |
| 22 oktober 2019 18:55 uur |                          |       |                           | Stadion: Metaliststadion, Charkov Toeschouwers: 21.526 Scheidsrechter: Antonio Mateu Lahoz |
|                           |                          |       |                           |                                                                                            |

|                           |                                                              |       |                       |                                                                                         |
| 22 oktober 2019 21:00 uur | Manchester City                                              | 5 – 1 | Atalanta Bergamo      | Stadion: Etihad Stadion, Manchester Toeschouwers: 49.308 Scheidsrechter: Orel Grinfeeld |
| 22 oktober 2019 21:00 uur | Agüero 34', 38' (pen.) Sterling 58', 64', 69' Foden 75', 82' |       | 28' (pen.) Malinovski | Stadion: Etihad Stadion, Manchester Toeschouwers: 49.308 Scheidsrechter: Orel Grinfeeld |
| 22 oktober 2019 21:00 uur |                                                              |       |                       | Stadion: Etihad Stadion, Manchester Toeschouwers: 49.308 Scheidsrechter: Orel Grinfeeld |
| 22 oktober 2019 21:00 uur |                                                              |       |                       | Stadion: Etihad Stadion, Manchester Toeschouwers: 49.308 Scheidsrechter: Orel Grinfeeld |
|                           |                                                              |       |                       |                                                                                         |

|                           |                  |       |                       |                                                                                  |
| 6 november 2019 21:00 uur | Atalanta Bergamo | 1 – 1 | Manchester City       | Stadion: San Siro, Milaan Toeschouwers: 34.326 Scheidsrechter: Aleksej Koelbakov |
| 6 november 2019 21:00 uur | Pašalić 49'      |       | 7' Sterling 81' Bravo | Stadion: San Siro, Milaan Toeschouwers: 34.326 Scheidsrechter: Aleksej Koelbakov |
| 6 november 2019 21:00 uur |                  |       |                       | Stadion: San Siro, Milaan Toeschouwers: 34.326 Scheidsrechter: Aleksej Koelbakov |
| 6 november 2019 21:00 uur |                  |       |                       | Stadion: San Siro, Milaan Toeschouwers: 34.326 Scheidsrechter: Aleksej Koelbakov |
|                           |                  |       |                       |                                                                                  |

|                           |                                                   |       |                                                            |                                                                                   |
| 6 november 2019 21:00 uur | Dinamo Zagreb                                     | 3 – 3 | Sjachtar Donetsk                                           | Stadion: Maksimirstadion, Zagreb Toeschouwers: 28.316 Scheidsrechter: Felix Brych |
| 6 november 2019 21:00 uur | Petković 25' Moro 41', 74' Ivanušec 83' Ademi 89' |       | 13' Patrick 73', 79' Marlos 90+3' Moraes 90+8' (pen.) Tetê | Stadion: Maksimirstadion, Zagreb Toeschouwers: 28.316 Scheidsrechter: Felix Brych |
| 6 november 2019 21:00 uur |                                                   |       |                                                            | Stadion: Maksimirstadion, Zagreb Toeschouwers: 28.316 Scheidsrechter: Felix Brych |
| 6 november 2019 21:00 uur |                                                   |       |                                                            | Stadion: Maksimirstadion, Zagreb Toeschouwers: 28.316 Scheidsrechter: Felix Brych |
|                           |                                                   |       |                                                            |                                                                                   |

|                            |                 |       |                   |                                                                                        |
| 26 november 2019 21:00 uur | Manchester City | 1 – 1 | Sjachtar Donetsk  | Stadion: Etihad Stadion, Manchester Toeschouwers: 52.020 Scheidsrechter: Slavko Vinčić |
| 26 november 2019 21:00 uur | Gündoğan 25'    |       | 13' Manor Solomon | Stadion: Etihad Stadion, Manchester Toeschouwers: 52.020 Scheidsrechter: Slavko Vinčić |
| 26 november 2019 21:00 uur |                 |       |                   | Stadion: Etihad Stadion, Manchester Toeschouwers: 52.020 Scheidsrechter: Slavko Vinčić |
| 26 november 2019 21:00 uur |                 |       |                   | Stadion: Etihad Stadion, Manchester Toeschouwers: 52.020 Scheidsrechter: Slavko Vinčić |
|                            |                 |       |                   |                                                                                        |

|                            |                            |       |               |                                                                                |
| 26 november 2019 21:00 uur | Atalanta Bergamo           | 2 – 0 | Dinamo Zagreb | Stadion: San Siro, Milaan Toeschouwers: 28.365 Scheidsrechter: Sergej Karasjov |
| 26 november 2019 21:00 uur | Muriel 27' (pen.) Papu 47' |       |               | Stadion: San Siro, Milaan Toeschouwers: 28.365 Scheidsrechter: Sergej Karasjov |
| 26 november 2019 21:00 uur |                            |       |               | Stadion: San Siro, Milaan Toeschouwers: 28.365 Scheidsrechter: Sergej Karasjov |
| 26 november 2019 21:00 uur |                            |       |               | Stadion: San Siro, Milaan Toeschouwers: 28.365 Scheidsrechter: Sergej Karasjov |
|                            |                            |       |               |                                                                                |

|                            |                  |       |                                       |                                                                                     |
| 11 december 2019 18:55 uur | Sjachtar Donetsk | 0 – 3 | Atalanta Bergamo                      | Stadion: Metaliststadion, Charkov Toeschouwers: 26.536 Scheidsrechter: Felix Zwayer |
| 11 december 2019 18:55 uur | Dodô 63', 77'    |       | 66' Castagne 80' Pašalić 90+4' Gosens | Stadion: Metaliststadion, Charkov Toeschouwers: 26.536 Scheidsrechter: Felix Zwayer |
| 11 december 2019 18:55 uur |                  |       |                                       | Stadion: Metaliststadion, Charkov Toeschouwers: 26.536 Scheidsrechter: Felix Zwayer |
| 11 december 2019 18:55 uur |                  |       |                                       | Stadion: Metaliststadion, Charkov Toeschouwers: 26.536 Scheidsrechter: Felix Zwayer |
|                            |                  |       |                                       |                                                                                     |

|                            |               |       |                                       |                                                                                               |
| 11 december 2019 18:55 uur | Dinamo Zagreb | 1 – 4 | Manchester City                       | Stadion: Maksimirstadion, Zagreb Toeschouwers: 29.385 Scheidsrechter: Carlos del Cerro Grande |
| 11 december 2019 18:55 uur | Olmo 10'      |       | 34', 50', 54' Gabriel Jesus 84' Foden | Stadion: Maksimirstadion, Zagreb Toeschouwers: 29.385 Scheidsrechter: Carlos del Cerro Grande |
| 11 december 2019 18:55 uur |               |       |                                       | Stadion: Maksimirstadion, Zagreb Toeschouwers: 29.385 Scheidsrechter: Carlos del Cerro Grande |
| 11 december 2019 18:55 uur |               |       |                                       | Stadion: Maksimirstadion, Zagreb Toeschouwers: 29.385 Scheidsrechter: Carlos del Cerro Grande |
|                            |               |       |                                       |                                                                                               |

| Pos | Team             | Wed | W | G | V | Ptn | DV | DT | +/− |  | JUV   | ATM   | BO4   | LMO   |
| --- | ---------------- | --- | - | - | - | --- | -- | -- | --- |  | ----- | ----- | ----- | ----- |
| 1   | Juventus FC      | 6   | 5 | 1 | 0 | 16  | 12 | 4  | +8  |  | —     | 1 – 0 | 3 – 0 | 2 – 1 |
| 2   | Atlético Madrid  | 6   | 3 | 1 | 2 | 10  | 8  | 5  | +3  |  | 2 – 2 | —     | 1 – 0 | 2 – 0 |
| 3   | Bayer Leverkusen | 6   | 2 | 0 | 4 | 6   | 5  | 9  | −4  |  | 0 – 2 | 2 – 1 | —     | 1 – 2 |
| 4   | Lokomotiv Moskou | 6   | 1 | 0 | 5 | 3   | 4  | 11 | −7  |  | 1 – 2 | 0 – 2 | 0 – 2 | —     |

|                             |                       |       |                          |                                                                                                  |
| 18 september 2019 21:00 uur | Atlético Madrid       | 2 – 2 | Juventus FC              | Stadion: Estadio Wanda Metropolitano, Madrid Toeschouwers: 66.283 Scheidsrechter: Danny Makkelie |
| 18 september 2019 21:00 uur | Savić 70' Herrera 90' |       | 48' Cuadrado 65' Matuidi | Stadion: Estadio Wanda Metropolitano, Madrid Toeschouwers: 66.283 Scheidsrechter: Danny Makkelie |
| 18 september 2019 21:00 uur |                       |       |                          | Stadion: Estadio Wanda Metropolitano, Madrid Toeschouwers: 66.283 Scheidsrechter: Danny Makkelie |
| 18 september 2019 21:00 uur |                       |       |                          | Stadion: Estadio Wanda Metropolitano, Madrid Toeschouwers: 66.283 Scheidsrechter: Danny Makkelie |
|                             |                       |       |                          |                                                                                                  |

|                             |                    |       |                            |                                                                                     |
| 18 september 2019 21:00 uur | Bayer Leverkusen   | 1 – 2 | Lokomotiv Moskou           | Stadion: BayArena, Leverkusen Toeschouwers: 26.592 Scheidsrechter: Paweł Raczkowski |
| 18 september 2019 21:00 uur | Höwedes 25' (e.d.) |       | 16' Krychowiak 37' Barinov | Stadion: BayArena, Leverkusen Toeschouwers: 26.592 Scheidsrechter: Paweł Raczkowski |
| 18 september 2019 21:00 uur |                    |       |                            | Stadion: BayArena, Leverkusen Toeschouwers: 26.592 Scheidsrechter: Paweł Raczkowski |
| 18 september 2019 21:00 uur |                    |       |                            | Stadion: BayArena, Leverkusen Toeschouwers: 26.592 Scheidsrechter: Paweł Raczkowski |
|                             |                    |       |                            |                                                                                     |

|                          |                  |                      |                 |                                                                                       |
| 1 oktober 2019 21:00 uur | Lokomotiv Moskou | 0 – 2                | Atlético Madrid | Stadion: Lokomotivstadion, Moskou Toeschouwers: 27.051 Scheidsrechter: Orel Grinfeeld |
| 1 oktober 2019 21:00 uur |                  | 48' Félix 58' Partey |                 | Stadion: Lokomotivstadion, Moskou Toeschouwers: 27.051 Scheidsrechter: Orel Grinfeeld |
| 1 oktober 2019 21:00 uur |                  |                      |                 | Stadion: Lokomotivstadion, Moskou Toeschouwers: 27.051 Scheidsrechter: Orel Grinfeeld |
| 1 oktober 2019 21:00 uur |                  |                      |                 | Stadion: Lokomotivstadion, Moskou Toeschouwers: 27.051 Scheidsrechter: Orel Grinfeeld |
|                          |                  |                      |                 |                                                                                       |

|                          |                                          |       |                  |                                                                                       |
| 1 oktober 2019 21:00 uur | Juventus FC                              | 3 – 0 | Bayer Leverkusen | Stadion: Juventus Stadion, Turijn Toeschouwers: 34.525 Scheidsrechter: William Collum |
| 1 oktober 2019 21:00 uur | Higuaín 17' Bernardeschi 61' Ronaldo 88' |       |                  | Stadion: Juventus Stadion, Turijn Toeschouwers: 34.525 Scheidsrechter: William Collum |
| 1 oktober 2019 21:00 uur |                                          |       |                  | Stadion: Juventus Stadion, Turijn Toeschouwers: 34.525 Scheidsrechter: William Collum |
| 1 oktober 2019 21:00 uur |                                          |       |                  | Stadion: Juventus Stadion, Turijn Toeschouwers: 34.525 Scheidsrechter: William Collum |
|                          |                                          |       |                  |                                                                                       |

|                           |                 |       |                  | |
| 22 oktober 2019 18:55 uur | Atlético Madrid | 1 – 0 | Bayer Leverkusen | Stadion: Estadio Wanda Metropolitano, Madrid Toeschouwers: 56.776 Scheidsrechter: Artur Soares Dias |
| 22 oktober 2019 18:55 uur | Morata 78'      |       |                  | Stadion: Estadio Wanda Metropolitano, Madrid Toeschouwers: 56.776 Scheidsrechter: Artur Soares Dias |
| 22 oktober 2019 18:55 uur |                 |       |                  | Stadion: Estadio Wanda Metropolitano, Madrid Toeschouwers: 56.776 Scheidsrechter: Artur Soares Dias |
| 22 oktober 2019 18:55 uur |                 |       |                  | Stadion: Estadio Wanda Metropolitano, Madrid Toeschouwers: 56.776 Scheidsrechter: Artur Soares Dias |
|                           |                 |       |                  | |

|                           |                 |       |                     |                                                                                                |
| 22 oktober 2019 21:00 uur | Juventus FC     | 2 – 1 | Lokomotiv Moskou    | Stadion: Juventus Stadion, Turijn Toeschouwers: 38.547 Scheidsrechter: Anastasios Sidiropoulos |
| 22 oktober 2019 21:00 uur | Dybala 77', 79' |       | 30' Al. Mirantsjoek | Stadion: Juventus Stadion, Turijn Toeschouwers: 38.547 Scheidsrechter: Anastasios Sidiropoulos |
| 22 oktober 2019 21:00 uur |                 |       |                     | Stadion: Juventus Stadion, Turijn Toeschouwers: 38.547 Scheidsrechter: Anastasios Sidiropoulos |
| 22 oktober 2019 21:00 uur |                 |       |                     | Stadion: Juventus Stadion, Turijn Toeschouwers: 38.547 Scheidsrechter: Anastasios Sidiropoulos |
|                           |                 |       |                     |                                                                                                |

|                           |                     |       |                               |                                                                                     |
| 6 november 2019 18:55 uur | Lokomotiv Moskou    | 1 – 2 | Juventus FC                   | Stadion: Lokomotivstadion, Moskou Toeschouwers: 26.861 Scheidsrechter: Ruddy Buquet |
| 6 november 2019 18:55 uur | Al. Mirantsjoek 12' |       | 4' Ramsey 90+3' Douglas Costa | Stadion: Lokomotivstadion, Moskou Toeschouwers: 26.861 Scheidsrechter: Ruddy Buquet |
| 6 november 2019 18:55 uur |                     |       |                               | Stadion: Lokomotivstadion, Moskou Toeschouwers: 26.861 Scheidsrechter: Ruddy Buquet |
| 6 november 2019 18:55 uur |                     |       |                               | Stadion: Lokomotivstadion, Moskou Toeschouwers: 26.861 Scheidsrechter: Ruddy Buquet |
|                           |                     |       |                               |                                                                                     |

|                           |                                         |       |                 |                                                                                  |
| 6 november 2019 21:00 uur | Bayer Leverkusen                        | 2 – 1 | Atlético Madrid | Stadion: BayArena, Leverkusen Toeschouwers: 28.160 Scheidsrechter: Damir Skomina |
| 6 november 2019 21:00 uur | Partey 41' (e.d.) Volland 55' Amiri 84' |       | 90+4' Morata    | Stadion: BayArena, Leverkusen Toeschouwers: 28.160 Scheidsrechter: Damir Skomina |
| 6 november 2019 21:00 uur |                                         |       |                 | Stadion: BayArena, Leverkusen Toeschouwers: 28.160 Scheidsrechter: Damir Skomina |
| 6 november 2019 21:00 uur |                                         |       |                 | Stadion: BayArena, Leverkusen Toeschouwers: 28.160 Scheidsrechter: Damir Skomina |
|                           |                                         |       |                 |                                                                                  |

|                            |                  |                                        |                  |                                                                                       |
| 26 november 2019 18:55 uur | Lokomotiv Moskou | 0 – 2                                  | Bayer Leverkusen | Stadion: Lokomotivstadion, Moskou Toeschouwers: 25.757 Scheidsrechter: Michael Oliver |
| 26 november 2019 18:55 uur |                  | 11' (e.d.) Zjemaletdinov 54' S. Bender |                  | Stadion: Lokomotivstadion, Moskou Toeschouwers: 25.757 Scheidsrechter: Michael Oliver |
| 26 november 2019 18:55 uur |                  |                                        |                  | Stadion: Lokomotivstadion, Moskou Toeschouwers: 25.757 Scheidsrechter: Michael Oliver |
| 26 november 2019 18:55 uur |                  |                                        |                  | Stadion: Lokomotivstadion, Moskou Toeschouwers: 25.757 Scheidsrechter: Michael Oliver |
|                            |                  |                                        |                  |                                                                                       |

|                            |              |       |                 |                                                                                       |
| 26 november 2019 21:00 uur | Juventus FC  | 1 – 0 | Atlético Madrid | Stadion: Juventus Stadion, Turijn Toeschouwers: 40.486 Scheidsrechter: Anthony Taylor |
| 26 november 2019 21:00 uur | Dybala 45+2' |       |                 | Stadion: Juventus Stadion, Turijn Toeschouwers: 40.486 Scheidsrechter: Anthony Taylor |
| 26 november 2019 21:00 uur |              |       |                 | Stadion: Juventus Stadion, Turijn Toeschouwers: 40.486 Scheidsrechter: Anthony Taylor |
| 26 november 2019 21:00 uur |              |       |                 | Stadion: Juventus Stadion, Turijn Toeschouwers: 40.486 Scheidsrechter: Anthony Taylor |
|                            |              |       |                 |                                                                                       |

|                            |                             |       |                  |                                                                                                 |
| 11 december 2019 21:00 uur | Atlético Madrid             | 2 – 0 | Lokomotiv Moskou | Stadion: Estadio Wanda Metropolitano, Madrid Toeschouwers: 58.426 Scheidsrechter: Viktor Kassai |
| 11 december 2019 21:00 uur | Félix 17' (pen.) Felipe 54' |       |                  | Stadion: Estadio Wanda Metropolitano, Madrid Toeschouwers: 58.426 Scheidsrechter: Viktor Kassai |
| 11 december 2019 21:00 uur |                             |       |                  | Stadion: Estadio Wanda Metropolitano, Madrid Toeschouwers: 58.426 Scheidsrechter: Viktor Kassai |
| 11 december 2019 21:00 uur |                             |       |                  | Stadion: Estadio Wanda Metropolitano, Madrid Toeschouwers: 58.426 Scheidsrechter: Viktor Kassai |
|                            |                             |       |                  |                                                                                                 |

|                            |                  |                           |             |                                                                                   |
| 11 december 2019 21:00 uur | Bayer Leverkusen | 0 – 2                     | Juventus FC | Stadion: BayArena, Leverkusen Toeschouwers: 29.542 Scheidsrechter: Benoît Bastien |
| 11 december 2019 21:00 uur |                  | 75' Ronaldo 90+2' Higuaín |             | Stadion: BayArena, Leverkusen Toeschouwers: 29.542 Scheidsrechter: Benoît Bastien |
| 11 december 2019 21:00 uur |                  |                           |             | Stadion: BayArena, Leverkusen Toeschouwers: 29.542 Scheidsrechter: Benoît Bastien |
| 11 december 2019 21:00 uur |                  |                           |             | Stadion: BayArena, Leverkusen Toeschouwers: 29.542 Scheidsrechter: Benoît Bastien |
|                            |                  |                           |             |                                                                                   |

| Pos | Team              | Wed | W | G | V | Ptn | DV | DT | +/− |  | LIV   | NAP   | RBS   | GNK   |
| --- | ----------------- | --- | - | - | - | --- | -- | -- | --- |  | ----- | ----- | ----- | ----- |
| 1   | Liverpool FC      | 6   | 4 | 1 | 1 | 13  | 13 | 8  | +5  |  | —     | 1 – 1 | 4 – 3 | 2 – 1 |
| 2   | SSC Napoli        | 6   | 3 | 3 | 0 | 12  | 11 | 4  | +7  |  | 2 – 0 | —     | 1 – 1 | 4 – 0 |
| 3   | Red Bull Salzburg | 6   | 2 | 1 | 3 | 7   | 16 | 13 | +3  |  | 0 – 2 | 1 – 2 | —     | 6 – 2 |
| 4   | KRC Genk          | 6   | 0 | 1 | 5 | 1   | 5  | 20 | −15 |  | 1 – 4 | 0 – 0 | 1 – 4 | —     |

|                             |                                                          |       |                        |                                                                                     |
| 17 september 2019 21:00 uur | Red Bull Salzburg                                        | 6 – 2 | KRC Genk               | Stadion: Red Bull Arena, Salzburg Toeschouwers: 29.520 Scheidsrechter: Felix Zwayer |
| 17 september 2019 21:00 uur | Håland 2', 34', 45' Hwang 36' Szoboszlai 45+2' Ulmer 66' |       | 40' Lucumí 52' Samatta | Stadion: Red Bull Arena, Salzburg Toeschouwers: 29.520 Scheidsrechter: Felix Zwayer |
| 17 september 2019 21:00 uur |                                                          |       |                        | Stadion: Red Bull Arena, Salzburg Toeschouwers: 29.520 Scheidsrechter: Felix Zwayer |
| 17 september 2019 21:00 uur |                                                          |       |                        | Stadion: Red Bull Arena, Salzburg Toeschouwers: 29.520 Scheidsrechter: Felix Zwayer |
|                             |                                                          |       |                        |                                                                                     |

|                             |                                   |       |              |                                                                                    |
| 17 september 2019 21:00 uur | SSC Napoli                        | 2 – 0 | Liverpool FC | Stadion: Stadio San Paolo, Napels Toeschouwers: 38.878 Scheidsrechter: Felix Brych |
| 17 september 2019 21:00 uur | Mertens 82' (pen.) Llorente 90+2' |       |              | Stadion: Stadio San Paolo, Napels Toeschouwers: 38.878 Scheidsrechter: Felix Brych |
| 17 september 2019 21:00 uur |                                   |       |              | Stadion: Stadio San Paolo, Napels Toeschouwers: 38.878 Scheidsrechter: Felix Brych |
| 17 september 2019 21:00 uur |                                   |       |              | Stadion: Stadio San Paolo, Napels Toeschouwers: 38.878 Scheidsrechter: Felix Brych |
|                             |                                   |       |              |                                                                                    |

|                          |          |       |            |                                                                                 |
| 2 oktober 2019 18:55 uur | KRC Genk | 0 – 0 | SSC Napoli | Stadion: Luminus Arena, Genk Toeschouwers: 19.962 Scheidsrechter: István Kovács |
| 2 oktober 2019 18:55 uur |          |       |            | Stadion: Luminus Arena, Genk Toeschouwers: 19.962 Scheidsrechter: István Kovács |
| 2 oktober 2019 18:55 uur |          |       |            | Stadion: Luminus Arena, Genk Toeschouwers: 19.962 Scheidsrechter: István Kovács |
| 2 oktober 2019 18:55 uur |          |       |            | Stadion: Luminus Arena, Genk Toeschouwers: 19.962 Scheidsrechter: István Kovács |
|                          |          |       |            |                                                                                 |

|                          |                                     |       |                                   |                                                                                 |
| 2 oktober 2019 21:00 uur | Liverpool FC                        | 4 – 3 | Red Bull Salzburg                 | Stadion: Anfield, Liverpool Toeschouwers: 52.243 Scheidsrechter: Andreas Ekberg |
| 2 oktober 2019 21:00 uur | Mané 9' Robertson 25' Salah 36' 69' |       | 39' Hwang 56' Minamino 60' Håland | Stadion: Anfield, Liverpool Toeschouwers: 52.243 Scheidsrechter: Andreas Ekberg |
| 2 oktober 2019 21:00 uur |                                     |       |                                   | Stadion: Anfield, Liverpool Toeschouwers: 52.243 Scheidsrechter: Andreas Ekberg |
| 2 oktober 2019 21:00 uur |                                     |       |                                   | Stadion: Anfield, Liverpool Toeschouwers: 52.243 Scheidsrechter: Andreas Ekberg |
|                          |                                     |       |                                   |                                                                                 |

|                           |          |       |                                               |                                                                                 |
| 23 oktober 2019 21:00 uur | KRC Genk | 1 – 4 | Liverpool FC                                  | Stadion: Luminus Arena, Genk Toeschouwers: 19.626 Scheidsrechter: Slavko Vinčić |
| 23 oktober 2019 21:00 uur | Odey 88' |       | 2', 57' Oxlade-Chamberlain 77' Mané 87' Salah | Stadion: Luminus Arena, Genk Toeschouwers: 19.626 Scheidsrechter: Slavko Vinčić |
| 23 oktober 2019 21:00 uur |          |       |                                               | Stadion: Luminus Arena, Genk Toeschouwers: 19.626 Scheidsrechter: Slavko Vinčić |
| 23 oktober 2019 21:00 uur |          |       |                                               | Stadion: Luminus Arena, Genk Toeschouwers: 19.626 Scheidsrechter: Slavko Vinčić |
|                           |          |       |                                               |                                                                                 |

|                           |                        |       |                              |                                                                                       |
| 23 oktober 2019 21:00 uur | Red Bull Salzburg      | 2 – 3 | SSC Napoli                   | Stadion: Red Bull Arena, Salzburg Toeschouwers: 29.520 Scheidsrechter: Clément Turpin |
| 23 oktober 2019 21:00 uur | Håland 40' (pen.), 72' |       | 17', 64' Mertens 73' Insigne | Stadion: Red Bull Arena, Salzburg Toeschouwers: 29.520 Scheidsrechter: Clément Turpin |
| 23 oktober 2019 21:00 uur |                        |       |                              | Stadion: Red Bull Arena, Salzburg Toeschouwers: 29.520 Scheidsrechter: Clément Turpin |
| 23 oktober 2019 21:00 uur |                        |       |                              | Stadion: Red Bull Arena, Salzburg Toeschouwers: 29.520 Scheidsrechter: Clément Turpin |
|                           |                        |       |                              |                                                                                       |

|                           |                                      |       |             |                                                                                |
| 5 november 2019 21:00 uur | Liverpool FC                         | 2 – 1 | KRC Genk    | Stadion: Anfield, Liverpool Toeschouwers: 52.611 Scheidsrechter: Ivan Kružliak |
| 5 november 2019 21:00 uur | Wijnaldum 14' Oxlade-Chamberlain 53' |       | 41' Samatta | Stadion: Anfield, Liverpool Toeschouwers: 52.611 Scheidsrechter: Ivan Kružliak |
| 5 november 2019 21:00 uur |                                      |       |             | Stadion: Anfield, Liverpool Toeschouwers: 52.611 Scheidsrechter: Ivan Kružliak |
| 5 november 2019 21:00 uur |                                      |       |             | Stadion: Anfield, Liverpool Toeschouwers: 52.611 Scheidsrechter: Ivan Kružliak |
|                           |                                      |       |             |                                                                                |

|                           |            |       |                   |                                                                                         |
| 5 november 2019 21:00 uur | SSC Napoli | 1 – 1 | Red Bull Salzburg | Stadion: Stadio San Paolo, Napels Toeschouwers: 32.862 Scheidsrechter: Szymon Marciniak |
| 5 november 2019 21:00 uur | Lozano 44' |       | 11' (pen.) Håland | Stadion: Stadio San Paolo, Napels Toeschouwers: 32.862 Scheidsrechter: Szymon Marciniak |
| 5 november 2019 21:00 uur |            |       |                   | Stadion: Stadio San Paolo, Napels Toeschouwers: 32.862 Scheidsrechter: Szymon Marciniak |
| 5 november 2019 21:00 uur |            |       |                   | Stadion: Stadio San Paolo, Napels Toeschouwers: 32.862 Scheidsrechter: Szymon Marciniak |
|                           |            |       |                   |                                                                                         |

|                            |             |       |                                            |                                                                                      |
| 27 november 2019 21:00 uur | KRC Genk    | 1 – 4 | Red Bull Salzburg                          | Stadion: Luminus Arena, Genk Toeschouwers: 17.284 Scheidsrechter: Mattias Gestranius |
| 27 november 2019 21:00 uur | Samatta 85' |       | 43' Daka 45' Minamino 69' Hwang 87' Håland | Stadion: Luminus Arena, Genk Toeschouwers: 17.284 Scheidsrechter: Mattias Gestranius |
| 27 november 2019 21:00 uur |             |       |                                            | Stadion: Luminus Arena, Genk Toeschouwers: 17.284 Scheidsrechter: Mattias Gestranius |
| 27 november 2019 21:00 uur |             |       |                                            | Stadion: Luminus Arena, Genk Toeschouwers: 17.284 Scheidsrechter: Mattias Gestranius |
|                            |             |       |                                            |                                                                                      |

|                            |              |       |             |                                                                                          |
| 27 november 2019 21:00 uur | Liverpool FC | 1 – 1 | SSC Napoli  | Stadion: Anfield, Liverpool Toeschouwers: 52.128 Scheidsrechter: Carlos del Cerro Grande |
| 27 november 2019 21:00 uur | Lovren 65'   |       | 21' Mertens | Stadion: Anfield, Liverpool Toeschouwers: 52.128 Scheidsrechter: Carlos del Cerro Grande |
| 27 november 2019 21:00 uur |              |       |             | Stadion: Anfield, Liverpool Toeschouwers: 52.128 Scheidsrechter: Carlos del Cerro Grande |
| 27 november 2019 21:00 uur |              |       |             | Stadion: Anfield, Liverpool Toeschouwers: 52.128 Scheidsrechter: Carlos del Cerro Grande |
|                            |              |       |             |                                                                                          |

|                            |                   |                     |              |                                                                                       |
| 10 december 2019 18:55 uur | Red Bull Salzburg | 0 – 2               | Liverpool FC | Stadion: Red Bull Arena, Salzburg Toeschouwers: 29.520 Scheidsrechter: Danny Makkelie |
| 10 december 2019 18:55 uur |                   | 57' Keïta 58' Salah |              | Stadion: Red Bull Arena, Salzburg Toeschouwers: 29.520 Scheidsrechter: Danny Makkelie |
| 10 december 2019 18:55 uur |                   |                     |              | Stadion: Red Bull Arena, Salzburg Toeschouwers: 29.520 Scheidsrechter: Danny Makkelie |
| 10 december 2019 18:55 uur |                   |                     |              | Stadion: Red Bull Arena, Salzburg Toeschouwers: 29.520 Scheidsrechter: Danny Makkelie |
|                            |                   |                     |              |                                                                                       |

|                            |                                              |       |          |                                                                                     |
| 10 december 2019 18:55 uur | SSC Napoli                                   | 4 – 0 | KRC Genk | Stadion: Stadio San Paolo, Napels Toeschouwers: 22.265 Scheidsrechter: Cüneyt Çakır |
| 10 december 2019 18:55 uur | Milik 3', 26', 38' (pen.) Mertens 74' (pen.) |       |          | Stadion: Stadio San Paolo, Napels Toeschouwers: 22.265 Scheidsrechter: Cüneyt Çakır |
| 10 december 2019 18:55 uur |                                              |       |          | Stadion: Stadio San Paolo, Napels Toeschouwers: 22.265 Scheidsrechter: Cüneyt Çakır |
| 10 december 2019 18:55 uur |                                              |       |          | Stadion: Stadio San Paolo, Napels Toeschouwers: 22.265 Scheidsrechter: Cüneyt Çakır |
|                            |                                              |       |          |                                                                                     |

| Pos | Team              | Wed | W | G | V | Ptn | DV | DT | +/− |  | FCB   | DOR   | INT   | SLP   |
| --- | ----------------- | --- | - | - | - | --- | -- | -- | --- |  | ----- | ----- | ----- | ----- |
| 1   | FC Barcelona      | 6   | 4 | 2 | 0 | 14  | 9  | 4  | +5  |  | —     | 3 – 1 | 2 – 1 | 0 – 0 |
| 2   | Borussia Dortmund | 6   | 3 | 1 | 2 | 10  | 8  | 8  | 0   |  | 0 – 0 | —     | 3 – 2 | 2 – 1 |
| 3   | Internazionale    | 6   | 2 | 1 | 3 | 7   | 10 | 9  | +1  |  | 1 – 2 | 2 – 0 | —     | 1 – 1 |
| 4   | Slavia Praag      | 6   | 0 | 2 | 4 | 2   | 4  | 10 | −6  |  | 1 – 2 | 0 – 2 | 1 – 3 | —     |

|                             |                |       |              |                                                                             |
| 17 september 2019 18:55 uur | Internazionale | 1 – 1 | Slavia Praag | Stadion: San Siro, Milaan Toeschouwers: 50.128 Scheidsrechter: Ruddy Buquet |
| 17 september 2019 18:55 uur | Barella 90+2'  |       | 63' Olayinka | Stadion: San Siro, Milaan Toeschouwers: 50.128 Scheidsrechter: Ruddy Buquet |
| 17 september 2019 18:55 uur |                |       |              | Stadion: San Siro, Milaan Toeschouwers: 50.128 Scheidsrechter: Ruddy Buquet |
| 17 september 2019 18:55 uur |                |       |              | Stadion: San Siro, Milaan Toeschouwers: 50.128 Scheidsrechter: Ruddy Buquet |
|                             |                |       |              |                                                                             |

|                             |                   |       |              |                                                                                          |
| 17 september 2019 21:00 uur | Borussia Dortmund | 0 – 0 | FC Barcelona | Stadion: Signal Iduna Park, Dortmund Toeschouwers: 66.099 Scheidsrechter: Ovidiu Haţegan |
| 17 september 2019 21:00 uur |                   |       |              | Stadion: Signal Iduna Park, Dortmund Toeschouwers: 66.099 Scheidsrechter: Ovidiu Haţegan |
| 17 september 2019 21:00 uur |                   |       |              | Stadion: Signal Iduna Park, Dortmund Toeschouwers: 66.099 Scheidsrechter: Ovidiu Haţegan |
| 17 september 2019 21:00 uur |                   |       |              | Stadion: Signal Iduna Park, Dortmund Toeschouwers: 66.099 Scheidsrechter: Ovidiu Haţegan |
|                             |                   |       |              |                                                                                          |

|                          |              |                 |                   |                                                                                   |
| 2 oktober 2019 18:55 uur | Slavia Praag | 0 – 2           | Borussia Dortmund | Stadion: Sinobo Stadium, Praag Toeschouwers: 19.370 Scheidsrechter: Björn Kuipers |
| 2 oktober 2019 18:55 uur |              | 35', 89' Hakimi |                   | Stadion: Sinobo Stadium, Praag Toeschouwers: 19.370 Scheidsrechter: Björn Kuipers |
| 2 oktober 2019 18:55 uur |              |                 |                   | Stadion: Sinobo Stadium, Praag Toeschouwers: 19.370 Scheidsrechter: Björn Kuipers |
| 2 oktober 2019 18:55 uur |              |                 |                   | Stadion: Sinobo Stadium, Praag Toeschouwers: 19.370 Scheidsrechter: Björn Kuipers |
|                          |              |                 |                   |                                                                                   |

|                          |                 |       |                |                                                                                 |
| 2 oktober 2019 21:00 uur | FC Barcelona    | 2 – 1 | Internazionale | Stadion: Camp Nou, Barcelona Toeschouwers: 86.141 Scheidsrechter: Damir Skomina |
| 2 oktober 2019 21:00 uur | Suárez 58', 84' |       | 2' Martínez    | Stadion: Camp Nou, Barcelona Toeschouwers: 86.141 Scheidsrechter: Damir Skomina |
| 2 oktober 2019 21:00 uur |                 |       |                | Stadion: Camp Nou, Barcelona Toeschouwers: 86.141 Scheidsrechter: Damir Skomina |
| 2 oktober 2019 21:00 uur |                 |       |                | Stadion: Camp Nou, Barcelona Toeschouwers: 86.141 Scheidsrechter: Damir Skomina |
|                          |                 |       |                |                                                                                 |

|                           |              |       |                              |                                                                                   |
| 23 oktober 2019 21:00 uur | Slavia Praag | 1 – 2 | FC Barcelona                 | Stadion: Sinobo Stadium, Praag Toeschouwers: 19.170 Scheidsrechter: Robert Madden |
| 23 oktober 2019 21:00 uur | Bořil 50'    |       | 3' Messi 57' (e.d.) Olayinka | Stadion: Sinobo Stadium, Praag Toeschouwers: 19.170 Scheidsrechter: Robert Madden |
| 23 oktober 2019 21:00 uur |              |       |                              | Stadion: Sinobo Stadium, Praag Toeschouwers: 19.170 Scheidsrechter: Robert Madden |
| 23 oktober 2019 21:00 uur |              |       |                              | Stadion: Sinobo Stadium, Praag Toeschouwers: 19.170 Scheidsrechter: Robert Madden |
|                           |              |       |                              |                                                                                   |

|                           |                           |       |                   |                                                                               |
| 23 oktober 2019 21:00 uur | Internazionale            | 2 – 0 | Borussia Dortmund | Stadion: San Siro, Milaan Toeschouwers: 65.673 Scheidsrechter: Anthony Taylor |
| 23 oktober 2019 21:00 uur | Martínez 22' Candreva 89' |       |                   | Stadion: San Siro, Milaan Toeschouwers: 65.673 Scheidsrechter: Anthony Taylor |
| 23 oktober 2019 21:00 uur |                           |       |                   | Stadion: San Siro, Milaan Toeschouwers: 65.673 Scheidsrechter: Anthony Taylor |
| 23 oktober 2019 21:00 uur |                           |       |                   | Stadion: San Siro, Milaan Toeschouwers: 65.673 Scheidsrechter: Anthony Taylor |
|                           |                           |       |                   |                                                                               |

|                           |              |       |              |                                                                                  |
| 5 november 2019 18:55 uur | FC Barcelona | 0 – 0 | Slavia Praag | Stadion: Camp Nou, Barcelona Toeschouwers: 67.023 Scheidsrechter: Michael Oliver |
| 5 november 2019 18:55 uur |              |       |              | Stadion: Camp Nou, Barcelona Toeschouwers: 67.023 Scheidsrechter: Michael Oliver |
| 5 november 2019 18:55 uur |              |       |              | Stadion: Camp Nou, Barcelona Toeschouwers: 67.023 Scheidsrechter: Michael Oliver |
| 5 november 2019 18:55 uur |              |       |              | Stadion: Camp Nou, Barcelona Toeschouwers: 67.023 Scheidsrechter: Michael Oliver |
|                           |              |       |              |                                                                                  |

|                           |                            |       |                        |                                                                                          |
| 5 november 2019 21:00 uur | Borussia Dortmund          | 3 – 2 | Internazionale         | Stadion: Signal Iduna Park, Dortmund Toeschouwers: 66.099 Scheidsrechter: Danny Makkelie |
| 5 november 2019 21:00 uur | Hakimi 51', 77' Brandt 64' |       | 5' Martínez 40' Vecino | Stadion: Signal Iduna Park, Dortmund Toeschouwers: 66.099 Scheidsrechter: Danny Makkelie |
| 5 november 2019 21:00 uur |                            |       |                        | Stadion: Signal Iduna Park, Dortmund Toeschouwers: 66.099 Scheidsrechter: Danny Makkelie |
| 5 november 2019 21:00 uur |                            |       |                        | Stadion: Signal Iduna Park, Dortmund Toeschouwers: 66.099 Scheidsrechter: Danny Makkelie |
|                           |                            |       |                        |                                                                                          |

|                            |                   |       |                              |                                                                                      |
| 27 november 2019 21:00 uur | Slavia Praag      | 1 – 3 | Internazionale               | Stadion: Sinobo Stadium, Praag Toeschouwers: 19.370 Scheidsrechter: Szymon Marciniak |
| 27 november 2019 21:00 uur | Souček 37' (pen.) |       | 19', 88' Martínez 81' Lukaku | Stadion: Sinobo Stadium, Praag Toeschouwers: 19.370 Scheidsrechter: Szymon Marciniak |
| 27 november 2019 21:00 uur |                   |       |                              | Stadion: Sinobo Stadium, Praag Toeschouwers: 19.370 Scheidsrechter: Szymon Marciniak |
| 27 november 2019 21:00 uur |                   |       |                              | Stadion: Sinobo Stadium, Praag Toeschouwers: 19.370 Scheidsrechter: Szymon Marciniak |
|                            |                   |       |                              |                                                                                      |

|                            |                                    |       |                   |                                                                                  |
| 27 november 2019 21:00 uur | FC Barcelona                       | 3 – 1 | Borussia Dortmund | Stadion: Camp Nou, Barcelona Toeschouwers: 90.071 Scheidsrechter: Clément Turpin |
| 27 november 2019 21:00 uur | Suárez 29' Messi 33' Griezmann 67' |       | 77' Sancho        | Stadion: Camp Nou, Barcelona Toeschouwers: 90.071 Scheidsrechter: Clément Turpin |
| 27 november 2019 21:00 uur |                                    |       |                   | Stadion: Camp Nou, Barcelona Toeschouwers: 90.071 Scheidsrechter: Clément Turpin |
| 27 november 2019 21:00 uur |                                    |       |                   | Stadion: Camp Nou, Barcelona Toeschouwers: 90.071 Scheidsrechter: Clément Turpin |
|                            |                                    |       |                   |                                                                                  |

|                            |                |       |                    |                                                                              |
| 10 december 2019 21:00 uur | Internazionale | 1 – 2 | FC Barcelona       | Stadion: San Siro, Milaan Toeschouwers: 71.818 Scheidsrechter: Björn Kuipers |
| 10 december 2019 21:00 uur | Lukaku 44'     |       | 23' Pérez 86' Fati | Stadion: San Siro, Milaan Toeschouwers: 71.818 Scheidsrechter: Björn Kuipers |
| 10 december 2019 21:00 uur |                |       |                    | Stadion: San Siro, Milaan Toeschouwers: 71.818 Scheidsrechter: Björn Kuipers |
| 10 december 2019 21:00 uur |                |       |                    | Stadion: San Siro, Milaan Toeschouwers: 71.818 Scheidsrechter: Björn Kuipers |
|                            |                |       |                    |                                                                              |

|                            |                                      |       |              |                                                                                           |
| 10 december 2019 21:00 uur | Borussia Dortmund                    | 2 – 1 | Slavia Praag | Stadion: Signal Iduna Park, Dortmund Toeschouwers: 65.079 Scheidsrechter: Sergej Karasjov |
| 10 december 2019 21:00 uur | Sancho 10' Brandt 61' Weigl 66', 77' |       | 43' Souček   | Stadion: Signal Iduna Park, Dortmund Toeschouwers: 65.079 Scheidsrechter: Sergej Karasjov |
| 10 december 2019 21:00 uur |                                      |       |              | Stadion: Signal Iduna Park, Dortmund Toeschouwers: 65.079 Scheidsrechter: Sergej Karasjov |
| 10 december 2019 21:00 uur |                                      |       |              | Stadion: Signal Iduna Park, Dortmund Toeschouwers: 65.079 Scheidsrechter: Sergej Karasjov |
|                            |                                      |       |              |                                                                                           |

| Pos | Team                  | Wed | W | G | V | Ptn | DV | DT | +/− |  | RBL   | LYO   | SLB   | ZSP   |
| --- | --------------------- | --- | - | - | - | --- | -- | -- | --- |  | ----- | ----- | ----- | ----- |
| 1   | RB Leipzig            | 6   | 3 | 2 | 1 | 11  | 10 | 8  | +2  |  | —     | 0 – 2 | 2 – 2 | 2 – 1 |
| 2   | Olympique Lyon        | 6   | 2 | 2 | 2 | 8   | 9  | 7  | +2  |  | 2 – 2 | —     | 3 – 1 | 1 – 1 |
| 3   | SL Benfica            | 6   | 2 | 1 | 3 | 7   | 10 | 11 | −1  |  | 1 – 2 | 2 – 1 | —     | 3 – 0 |
| 4   | Zenit Sint-Petersburg | 6   | 2 | 1 | 3 | 7   | 7  | 9  | −2  |  | 0 – 2 | 2 – 0 | 3 – 1 | —     |

|                             |                  |       |                       | |
| 17 september 2019 18:55 uur | Olympique Lyon   | 1 – 1 | Zenit Sint-Petersburg | Stadion: Parc Olympique Lyonnais, Décines-Charpieu Toeschouwers: 47.201 Scheidsrechter: Michael Oliver |
| 17 september 2019 18:55 uur | Depay 51' (pen.) |       | 41' Azmoun            | Stadion: Parc Olympique Lyonnais, Décines-Charpieu Toeschouwers: 47.201 Scheidsrechter: Michael Oliver |
| 17 september 2019 18:55 uur |                  |       |                       | Stadion: Parc Olympique Lyonnais, Décines-Charpieu Toeschouwers: 47.201 Scheidsrechter: Michael Oliver |
| 17 september 2019 18:55 uur |                  |       |                       | Stadion: Parc Olympique Lyonnais, Décines-Charpieu Toeschouwers: 47.201 Scheidsrechter: Michael Oliver |
|                             |                  |       |                       | |

|                             |               |       |                 |                                                                                                |
| 17 september 2019 21:00 uur | SL Benfica    | 1 – 2 | RB Leipzig      | Stadion: Estádio da Luz, Lissabon Toeschouwers: 46.460 Scheidsrechter: Anastasios Sidiropoulos |
| 17 september 2019 21:00 uur | Seferović 84' |       | 69', 78' Werner | Stadion: Estádio da Luz, Lissabon Toeschouwers: 46.460 Scheidsrechter: Anastasios Sidiropoulos |
| 17 september 2019 21:00 uur |               |       |                 | Stadion: Estádio da Luz, Lissabon Toeschouwers: 46.460 Scheidsrechter: Anastasios Sidiropoulos |
| 17 september 2019 21:00 uur |               |       |                 | Stadion: Estádio da Luz, Lissabon Toeschouwers: 46.460 Scheidsrechter: Anastasios Sidiropoulos |
|                             |               |       |                 |                                                                                                |

|                          |                                        |       |              | |
| 2 oktober 2019 21:00 uur | Zenit Sint-Petersburg                  | 3 – 1 | SL Benfica   | Stadion: Krestovskistadion, Sint-Petersburg Toeschouwers: 51.683 Scheidsrechter: Carlos del Cerro Grande |
| 2 oktober 2019 21:00 uur | Dzjoeba 21' Dias 70' (e.d.) Azmoun 78' |       | 85' De Tomás | Stadion: Krestovskistadion, Sint-Petersburg Toeschouwers: 51.683 Scheidsrechter: Carlos del Cerro Grande |
| 2 oktober 2019 21:00 uur |                                        |       |              | Stadion: Krestovskistadion, Sint-Petersburg Toeschouwers: 51.683 Scheidsrechter: Carlos del Cerro Grande |
| 2 oktober 2019 21:00 uur |                                        |       |              | Stadion: Krestovskistadion, Sint-Petersburg Toeschouwers: 51.683 Scheidsrechter: Carlos del Cerro Grande |
|                          |                                        |       |              | |

|                          |            |                       |                |                                                                                           |
| 2 oktober 2019 21:00 uur | RB Leipzig | 0 – 2                 | Olympique Lyon | Stadion: Red Bull Arena, Leipzig Toeschouwers: 40.194 Scheidsrechter: Antonio Mateu Lahoz |
| 2 oktober 2019 21:00 uur |            | 11' Depay 65' Terrier |                | Stadion: Red Bull Arena, Leipzig Toeschouwers: 40.194 Scheidsrechter: Antonio Mateu Lahoz |
| 2 oktober 2019 21:00 uur |            |                       |                | Stadion: Red Bull Arena, Leipzig Toeschouwers: 40.194 Scheidsrechter: Antonio Mateu Lahoz |
| 2 oktober 2019 21:00 uur |            |                       |                | Stadion: Red Bull Arena, Leipzig Toeschouwers: 40.194 Scheidsrechter: Antonio Mateu Lahoz |
|                          |            |                       |                |                                                                                           |

|                           |                         |       |                          |                                                                                     |
| 23 oktober 2019 18:55 uur | RB Leipzig              | 2 – 1 | FK Zenit Sint-Petersburg | Stadion: Red Bull Arena, Leipzig Toeschouwers: 41.058 Scheidsrechter: Ali Palabıyık |
| 23 oktober 2019 18:55 uur | Laimer 49' Sabitzer 59' |       | 25' Rakitskiy            | Stadion: Red Bull Arena, Leipzig Toeschouwers: 41.058 Scheidsrechter: Ali Palabıyık |
| 23 oktober 2019 18:55 uur |                         |       |                          | Stadion: Red Bull Arena, Leipzig Toeschouwers: 41.058 Scheidsrechter: Ali Palabıyık |
| 23 oktober 2019 18:55 uur |                         |       |                          | Stadion: Red Bull Arena, Leipzig Toeschouwers: 41.058 Scheidsrechter: Ali Palabıyık |
|                           |                         |       |                          |                                                                                     |

|                           |                         |       |                |                                                                                      |
| 23 oktober 2019 21:00 uur | SL Benfica              | 2 – 1 | Olympique Lyon | Stadion: Estádio da Luz, Lissabon Toeschouwers: 53.035 Scheidsrechter: Ivan Kružliak |
| 23 oktober 2019 21:00 uur | Rafa Silva 4' Pizzi 85' |       | 70' Depay      | Stadion: Estádio da Luz, Lissabon Toeschouwers: 53.035 Scheidsrechter: Ivan Kružliak |
| 23 oktober 2019 21:00 uur |                         |       |                | Stadion: Estádio da Luz, Lissabon Toeschouwers: 53.035 Scheidsrechter: Ivan Kružliak |
| 23 oktober 2019 21:00 uur |                         |       |                | Stadion: Estádio da Luz, Lissabon Toeschouwers: 53.035 Scheidsrechter: Ivan Kružliak |
|                           |                         |       |                |                                                                                      |

|                           |                       |                          |            |                                                                                                 |
| 5 november 2019 18:55 uur | Zenit Sint-Petersburg | 0 – 2                    | RB Leipzig | Stadion: Krestovskistadion, Sint-Petersburg Toeschouwers: 50.452 Scheidsrechter: Orel Grinfeeld |
| 5 november 2019 18:55 uur |                       | 45+5' Demme 63' Sabitzer |            | Stadion: Krestovskistadion, Sint-Petersburg Toeschouwers: 50.452 Scheidsrechter: Orel Grinfeeld |
| 5 november 2019 18:55 uur |                       |                          |            | Stadion: Krestovskistadion, Sint-Petersburg Toeschouwers: 50.452 Scheidsrechter: Orel Grinfeeld |
| 5 november 2019 18:55 uur |                       |                          |            | Stadion: Krestovskistadion, Sint-Petersburg Toeschouwers: 50.452 Scheidsrechter: Orel Grinfeeld |
|                           |                       |                          |            |                                                                                                 |

|                           |                                  |       |               | |
| 5 november 2019 21:00 uur | Olympique Lyon                   | 3 – 1 | SL Benfica    | Stadion: Parc Olympique Lyonnais, Décines-Charpieu Toeschouwers: 51.077 Scheidsrechter: Björn Kuipers |
| 5 november 2019 21:00 uur | Andersen 4' Depay 33' Traoré 89' |       | 76' Seferović | Stadion: Parc Olympique Lyonnais, Décines-Charpieu Toeschouwers: 51.077 Scheidsrechter: Björn Kuipers |
| 5 november 2019 21:00 uur |                                  |       |               | Stadion: Parc Olympique Lyonnais, Décines-Charpieu Toeschouwers: 51.077 Scheidsrechter: Björn Kuipers |
| 5 november 2019 21:00 uur |                                  |       |               | Stadion: Parc Olympique Lyonnais, Décines-Charpieu Toeschouwers: 51.077 Scheidsrechter: Björn Kuipers |
|                           |                                  |       |               | |

|                            |                         |       |                    |                                                                                                 |
| 27 november 2019 18:55 uur | Zenit Sint-Petersburg   | 2 – 0 | Olympique Lyonnais | Stadion: Krestovskistadion, Sint-Petersburg Toeschouwers: 51.183 Scheidsrechter: Daniele Orsato |
| 27 november 2019 18:55 uur | Dzjoeba 42' Ozdojev 84' |       |                    | Stadion: Krestovskistadion, Sint-Petersburg Toeschouwers: 51.183 Scheidsrechter: Daniele Orsato |
| 27 november 2019 18:55 uur |                         |       |                    | Stadion: Krestovskistadion, Sint-Petersburg Toeschouwers: 51.183 Scheidsrechter: Daniele Orsato |
| 27 november 2019 18:55 uur |                         |       |                    | Stadion: Krestovskistadion, Sint-Petersburg Toeschouwers: 51.183 Scheidsrechter: Daniele Orsato |
|                            |                         |       |                    |                                                                                                 |

|                            |                            |       |                        |                                                                                         |
| 27 november 2019 21:00 uur | RB Leipzig                 | 2 – 2 | SL Benfica             | Stadion: Red Bull Arena, Leipzig Toeschouwers: 38.339 Scheidsrechter: Jesús Gil Manzano |
| 27 november 2019 21:00 uur | Forsberg 90' (pen.), 90+6' |       | 20' Pizzi 59' Vinícius | Stadion: Red Bull Arena, Leipzig Toeschouwers: 38.339 Scheidsrechter: Jesús Gil Manzano |
| 27 november 2019 21:00 uur |                            |       |                        | Stadion: Red Bull Arena, Leipzig Toeschouwers: 38.339 Scheidsrechter: Jesús Gil Manzano |
| 27 november 2019 21:00 uur |                            |       |                        | Stadion: Red Bull Arena, Leipzig Toeschouwers: 38.339 Scheidsrechter: Jesús Gil Manzano |
|                            |                            |       |                        |                                                                                         |

|                            |                                              |       |                         |                                                                                            |
| 10 december 2019 21:00 uur | SL Benfica                                   | 3 – 0 | Zenit Sint-Petersburg   | Stadion: Estádio da Luz, Lissabon Toeschouwers: 40.232 Scheidsrechter: Antonio Mateu Lahoz |
| 10 december 2019 21:00 uur | Cervi 47' Pizzi 58' (pen.) Azmoun 79' (e.d.) |       | 17', 56' Douglas Santos | Stadion: Estádio da Luz, Lissabon Toeschouwers: 40.232 Scheidsrechter: Antonio Mateu Lahoz |
| 10 december 2019 21:00 uur |                                              |       |                         | Stadion: Estádio da Luz, Lissabon Toeschouwers: 40.232 Scheidsrechter: Antonio Mateu Lahoz |
| 10 december 2019 21:00 uur |                                              |       |                         | Stadion: Estádio da Luz, Lissabon Toeschouwers: 40.232 Scheidsrechter: Antonio Mateu Lahoz |
|                            |                                              |       |                         |                                                                                            |

|                            |                     |       |                                      | |
| 10 december 2019 21:00 uur | Olympique Lyon      | 2 – 2 | RB Leipzig                           | Stadion: Parc Olympique Lyonnais, Décines-Charpieu Toeschouwers: 53.288 Scheidsrechter: Anthony Taylor |
| 10 december 2019 21:00 uur | Aouar 50' Depay 82' |       | 9' (pen.) Forsberg 33' (pen.) Werner | Stadion: Parc Olympique Lyonnais, Décines-Charpieu Toeschouwers: 53.288 Scheidsrechter: Anthony Taylor |
| 10 december 2019 21:00 uur |                     |       |                                      | Stadion: Parc Olympique Lyonnais, Décines-Charpieu Toeschouwers: 53.288 Scheidsrechter: Anthony Taylor |
| 10 december 2019 21:00 uur |                     |       |                                      | Stadion: Parc Olympique Lyonnais, Décines-Charpieu Toeschouwers: 53.288 Scheidsrechter: Anthony Taylor |
|                            |                     |       |                                      | |

| Pos | Team        | Wed | W | G | V | Ptn | DV | DT | +/− |  | VAL   | CHE   | AJA   | LIL   |
| --- | ----------- | --- | - | - | - | --- | -- | -- | --- |  | ----- | ----- | ----- | ----- |
| 1   | Valencia CF | 6   | 3 | 2 | 1 | 11  | 9  | 7  | +2  |  | —     | 2 – 2 | 0 – 3 | 4 – 1 |
| 2   | Chelsea FC  | 6   | 3 | 2 | 1 | 11  | 11 | 9  | +2  |  | 0 – 1 | —     | 4 – 4 | 2 – 1 |
| 3   | Ajax        | 6   | 3 | 1 | 2 | 10  | 12 | 6  | +6  |  | 0 – 1 | 0 – 1 | —     | 3 – 0 |
| 4   | Lille OSC   | 6   | 0 | 1 | 5 | 1   | 4  | 14 | −10 |  | 1 – 1 | 1 – 2 | 0 – 2 | —     |

|                             |                                       |       |           | |
| 17 september 2019 21:00 uur | Ajax                                  | 3 – 0 | Lille OSC | Stadion: Johan Cruijff ArenA, Amsterdam Toeschouwers: 51.441 Scheidsrechter: Srđan Jovanović Assistenten: Uroš Stojković Assistenten: Milan Mihajlović Vierde official: Novak Simović Video-assistent: Christian Dingert AVAR: Tobias Welz |
| 17 september 2019 21:00 uur | Promes 18' Álvarez 50' Tagliafico 62' |       |           | Stadion: Johan Cruijff ArenA, Amsterdam Toeschouwers: 51.441 Scheidsrechter: Srđan Jovanović Assistenten: Uroš Stojković Assistenten: Milan Mihajlović Vierde official: Novak Simović Video-assistent: Christian Dingert AVAR: Tobias Welz |
| 17 september 2019 21:00 uur |                                       |       |           | Stadion: Johan Cruijff ArenA, Amsterdam Toeschouwers: 51.441 Scheidsrechter: Srđan Jovanović Assistenten: Uroš Stojković Assistenten: Milan Mihajlović Vierde official: Novak Simović Video-assistent: Christian Dingert AVAR: Tobias Welz |
| 17 september 2019 21:00 uur |                                       |       |           | Stadion: Johan Cruijff ArenA, Amsterdam Toeschouwers: 51.441 Scheidsrechter: Srđan Jovanović Assistenten: Uroš Stojković Assistenten: Milan Mihajlović Vierde official: Novak Simović Video-assistent: Christian Dingert AVAR: Tobias Welz |
|                             |                                       |       |           | |

|                             |            |             |             | |
| 17 september 2019 21:00 uur | Chelsea FC | 0 – 1       | Valencia CF | Stadion: Stamford Bridge, Londen Toeschouwers: 39.469 Scheidsrechter: Cüneyt Çakır Assistenten: Bahattin Duran Assistenten: Tarik Ongun Vierde official: Hüseyin Göçek Video-assistent: Mete Kalkavan AVAR: Ali Palabıyık |
| 17 september 2019 21:00 uur |            | 74' Rodrigo |             | Stadion: Stamford Bridge, Londen Toeschouwers: 39.469 Scheidsrechter: Cüneyt Çakır Assistenten: Bahattin Duran Assistenten: Tarik Ongun Vierde official: Hüseyin Göçek Video-assistent: Mete Kalkavan AVAR: Ali Palabıyık |
| 17 september 2019 21:00 uur |            |             |             | Stadion: Stamford Bridge, Londen Toeschouwers: 39.469 Scheidsrechter: Cüneyt Çakır Assistenten: Bahattin Duran Assistenten: Tarik Ongun Vierde official: Hüseyin Göçek Video-assistent: Mete Kalkavan AVAR: Ali Palabıyık |
| 17 september 2019 21:00 uur |            |             |             | Stadion: Stamford Bridge, Londen Toeschouwers: 39.469 Scheidsrechter: Cüneyt Çakır Assistenten: Bahattin Duran Assistenten: Tarik Ongun Vierde official: Hüseyin Göçek Video-assistent: Mete Kalkavan AVAR: Ali Palabıyık |
|                             |            |             |             | |

|                          |             |                                      |      | |
| 2 oktober 2019 21:00 uur | Valencia CF | 0 – 3                                | Ajax | Stadion: Estadio Mestalla, Valencia Toeschouwers: 44.659 Scheidsrechter: Daniele Orsato Assistenten: Alessandro Giallatini Assistenten: Fabiano Preti Vierde official: Daniele Doveri Video-assistent: Marco Guida AVAR: Michael Fabbri |
| 2 oktober 2019 21:00 uur |             | 8' Ziyech 34' Promes 67' Van de Beek |      | Stadion: Estadio Mestalla, Valencia Toeschouwers: 44.659 Scheidsrechter: Daniele Orsato Assistenten: Alessandro Giallatini Assistenten: Fabiano Preti Vierde official: Daniele Doveri Video-assistent: Marco Guida AVAR: Michael Fabbri |
| 2 oktober 2019 21:00 uur |             |                                      |      | Stadion: Estadio Mestalla, Valencia Toeschouwers: 44.659 Scheidsrechter: Daniele Orsato Assistenten: Alessandro Giallatini Assistenten: Fabiano Preti Vierde official: Daniele Doveri Video-assistent: Marco Guida AVAR: Michael Fabbri |
| 2 oktober 2019 21:00 uur |             |                                      |      | Stadion: Estadio Mestalla, Valencia Toeschouwers: 44.659 Scheidsrechter: Daniele Orsato Assistenten: Alessandro Giallatini Assistenten: Fabiano Preti Vierde official: Daniele Doveri Video-assistent: Marco Guida AVAR: Michael Fabbri |
|                          |             |                                      |      | |

|                          |             |       |                         | |
| 2 oktober 2019 21:00 uur | Lille OSC   | 1 – 2 | Chelsea FC              | Stadion: Stade Pierre-Mauroy, Villeneuve-d'Ascq Toeschouwers: 48.523 Scheidsrechter: Aleksej Koelbakov Assistenten: Dmitri Zhuk Assistenten: Oleg Maslyanko Vierde official: Denis Scherbakov Video-assistent: Artur Soares Dias AVAR: Luis Godinho |
| 2 oktober 2019 21:00 uur | Osimhen 33' |       | 22' Abraham 77' Willian | Stadion: Stade Pierre-Mauroy, Villeneuve-d'Ascq Toeschouwers: 48.523 Scheidsrechter: Aleksej Koelbakov Assistenten: Dmitri Zhuk Assistenten: Oleg Maslyanko Vierde official: Denis Scherbakov Video-assistent: Artur Soares Dias AVAR: Luis Godinho |
| 2 oktober 2019 21:00 uur |             |       |                         | Stadion: Stade Pierre-Mauroy, Villeneuve-d'Ascq Toeschouwers: 48.523 Scheidsrechter: Aleksej Koelbakov Assistenten: Dmitri Zhuk Assistenten: Oleg Maslyanko Vierde official: Denis Scherbakov Video-assistent: Artur Soares Dias AVAR: Luis Godinho |
| 2 oktober 2019 21:00 uur |             |       |                         | Stadion: Stade Pierre-Mauroy, Villeneuve-d'Ascq Toeschouwers: 48.523 Scheidsrechter: Aleksej Koelbakov Assistenten: Dmitri Zhuk Assistenten: Oleg Maslyanko Vierde official: Denis Scherbakov Video-assistent: Artur Soares Dias AVAR: Luis Godinho |
|                          |             |       |                         | |

|                           |      |               |            | |
| 23 oktober 2019 18:55 uur | Ajax | 0 – 1         | Chelsea FC | Stadion: Johan Cruijff ArenA, Amsterdam Toeschouwers: 52.482 Scheidsrechter: Ovidiu Haţegan Assistenten: Octavian Șovre Assistenten: Sebastian Gheorghe Vierde official: Sebastian Colţescu Video-assistent: Szymon Marciniak AVAR: Tomasz Kwiatkowski |
| 23 oktober 2019 18:55 uur |      | 86' Batshuayi |            | Stadion: Johan Cruijff ArenA, Amsterdam Toeschouwers: 52.482 Scheidsrechter: Ovidiu Haţegan Assistenten: Octavian Șovre Assistenten: Sebastian Gheorghe Vierde official: Sebastian Colţescu Video-assistent: Szymon Marciniak AVAR: Tomasz Kwiatkowski |
| 23 oktober 2019 18:55 uur |      |               |            | Stadion: Johan Cruijff ArenA, Amsterdam Toeschouwers: 52.482 Scheidsrechter: Ovidiu Haţegan Assistenten: Octavian Șovre Assistenten: Sebastian Gheorghe Vierde official: Sebastian Colţescu Video-assistent: Szymon Marciniak AVAR: Tomasz Kwiatkowski |
| 23 oktober 2019 18:55 uur |      |               |            | Stadion: Johan Cruijff ArenA, Amsterdam Toeschouwers: 52.482 Scheidsrechter: Ovidiu Haţegan Assistenten: Octavian Șovre Assistenten: Sebastian Gheorghe Vierde official: Sebastian Colţescu Video-assistent: Szymon Marciniak AVAR: Tomasz Kwiatkowski |
|                           |      |               |            | |

|                           |             |       |                                  | |
| 23 oktober 2019 21:00 uur | Lille OSC   | 1 – 1 | Valencia CF                      | Stadion: Stade Pierre-Mauroy, Villeneuve-d'Ascq Toeschouwers: 47.488 Scheidsrechter: Deniz Aytekin Assistenten: Eduard Beitinger Assistenten: Rafael Foltyn Vierde official: Sven Jablonski Video-assistent: Sascha Stegemann AVAR: Christian Dingert |
| 23 oktober 2019 21:00 uur | Ikone 90+5' |       | 63' Tsjerysjev 82', 84' Diakhaby | Stadion: Stade Pierre-Mauroy, Villeneuve-d'Ascq Toeschouwers: 47.488 Scheidsrechter: Deniz Aytekin Assistenten: Eduard Beitinger Assistenten: Rafael Foltyn Vierde official: Sven Jablonski Video-assistent: Sascha Stegemann AVAR: Christian Dingert |
| 23 oktober 2019 21:00 uur |             |       |                                  | Stadion: Stade Pierre-Mauroy, Villeneuve-d'Ascq Toeschouwers: 47.488 Scheidsrechter: Deniz Aytekin Assistenten: Eduard Beitinger Assistenten: Rafael Foltyn Vierde official: Sven Jablonski Video-assistent: Sascha Stegemann AVAR: Christian Dingert |
| 23 oktober 2019 21:00 uur |             |       |                                  | Stadion: Stade Pierre-Mauroy, Villeneuve-d'Ascq Toeschouwers: 47.488 Scheidsrechter: Deniz Aytekin Assistenten: Eduard Beitinger Assistenten: Rafael Foltyn Vierde official: Sven Jablonski Video-assistent: Sascha Stegemann AVAR: Christian Dingert |
|                           |             |       |                                  | |

|                           |                                                                |       |             | |
| 5 november 2019 21:00 uur | Valencia CF                                                    | 4 – 1 | Lille OSC   | Stadion: Estadio Mestalla, Valencia Toeschouwers: 38.252 Scheidsrechter: Sergej Karasjov Assistenten: Igor Demeshko Assistenten: Maksim Gavrilin Vierde official: Sergej Ivanov Video-assistent: Bastian Dankert AVAR: Vitali Meshkov |
| 5 november 2019 21:00 uur | Parejo 66' (pen.) Soumaoro 82' (e.d.) Kondogbia 84' Torres 90' |       | 25' Osimhen | Stadion: Estadio Mestalla, Valencia Toeschouwers: 38.252 Scheidsrechter: Sergej Karasjov Assistenten: Igor Demeshko Assistenten: Maksim Gavrilin Vierde official: Sergej Ivanov Video-assistent: Bastian Dankert AVAR: Vitali Meshkov |
| 5 november 2019 21:00 uur |                                                                |       |             | Stadion: Estadio Mestalla, Valencia Toeschouwers: 38.252 Scheidsrechter: Sergej Karasjov Assistenten: Igor Demeshko Assistenten: Maksim Gavrilin Vierde official: Sergej Ivanov Video-assistent: Bastian Dankert AVAR: Vitali Meshkov |
| 5 november 2019 21:00 uur |                                                                |       |             | Stadion: Estadio Mestalla, Valencia Toeschouwers: 38.252 Scheidsrechter: Sergej Karasjov Assistenten: Igor Demeshko Assistenten: Maksim Gavrilin Vierde official: Sergej Ivanov Video-assistent: Bastian Dankert AVAR: Vitali Meshkov |
|                           |                                                                |       |             | |

|                           |                                                          |       | | |
| 5 november 2019 21:00 uur | Chelsea FC                                               | 4 – 4 | Ajax                                                                                                 | Stadion: Stamford Bridge, Londen Toeschouwers: 39.132 Scheidsrechter: Gianluca Rocchi Assistenten: Filippo Meli Assistenten: Giorgio Perett Vierde official: Maurizio Mariani Video-assistent: Paolo Valeri AVAR: Ciro Carbone |
| 5 november 2019 21:00 uur | Jorginho 5' (pen.), 71' (pen.) Azpilicueta 63' James 74' |       | 2' (e.d.) Abraham 20' Promes 35' (e.d.) Arrizabalaga 55' Van de Beek 33', 68' Blind 31', 69' Veltman | Stadion: Stamford Bridge, Londen Toeschouwers: 39.132 Scheidsrechter: Gianluca Rocchi Assistenten: Filippo Meli Assistenten: Giorgio Perett Vierde official: Maurizio Mariani Video-assistent: Paolo Valeri AVAR: Ciro Carbone |
| 5 november 2019 21:00 uur |                                                          |       | | Stadion: Stamford Bridge, Londen Toeschouwers: 39.132 Scheidsrechter: Gianluca Rocchi Assistenten: Filippo Meli Assistenten: Giorgio Perett Vierde official: Maurizio Mariani Video-assistent: Paolo Valeri AVAR: Ciro Carbone |
| 5 november 2019 21:00 uur |                                                          |       | | Stadion: Stamford Bridge, Londen Toeschouwers: 39.132 Scheidsrechter: Gianluca Rocchi Assistenten: Filippo Meli Assistenten: Giorgio Perett Vierde official: Maurizio Mariani Video-assistent: Paolo Valeri AVAR: Ciro Carbone |
|                           |                                                          |       | | |

|                            |                    |       |                         | |
| 27 november 2019 18:55 uur | Valencia CF        | 2 – 2 | Chelsea FC              | Stadion: Estadio Mestalla, Valencia Toeschouwers: 43.486 Scheidsrechter: Felix Zwayer Assistenten: Thorsten Schiffner Assistenten: Marco Achmüller Vierde official: Harm Osmers Video-assistent: Sascha Stegemann AVAR: Daniel Siebert |
| 27 november 2019 18:55 uur | Soler 40' Wass 82' |       | 41' Kovačić 50' Pulisic | Stadion: Estadio Mestalla, Valencia Toeschouwers: 43.486 Scheidsrechter: Felix Zwayer Assistenten: Thorsten Schiffner Assistenten: Marco Achmüller Vierde official: Harm Osmers Video-assistent: Sascha Stegemann AVAR: Daniel Siebert |
| 27 november 2019 18:55 uur |                    |       |                         | Stadion: Estadio Mestalla, Valencia Toeschouwers: 43.486 Scheidsrechter: Felix Zwayer Assistenten: Thorsten Schiffner Assistenten: Marco Achmüller Vierde official: Harm Osmers Video-assistent: Sascha Stegemann AVAR: Daniel Siebert |
| 27 november 2019 18:55 uur |                    |       |                         | Stadion: Estadio Mestalla, Valencia Toeschouwers: 43.486 Scheidsrechter: Felix Zwayer Assistenten: Thorsten Schiffner Assistenten: Marco Achmüller Vierde official: Harm Osmers Video-assistent: Sascha Stegemann AVAR: Daniel Siebert |
|                            |                    |       |                         | |

|                            |           |                      |      | |
| 27 november 2019 21:00 uur | Lille OSC | 0 – 2                | Ajax | Stadion: Stade Pierre-Mauroy, Villeneuve-d'Ascq Toeschouwers: 48.612 Scheidsrechter: Felix Brych Assistenten: Mark Borsch Assistenten: Stefan Lupp Vierde official: Tobias Stieler Video-assistent: Christian Dingert AVAR: Marco Fritz |
| 27 november 2019 21:00 uur |           | 2' Ziyech 59' Promes |      | Stadion: Stade Pierre-Mauroy, Villeneuve-d'Ascq Toeschouwers: 48.612 Scheidsrechter: Felix Brych Assistenten: Mark Borsch Assistenten: Stefan Lupp Vierde official: Tobias Stieler Video-assistent: Christian Dingert AVAR: Marco Fritz |
| 27 november 2019 21:00 uur |           |                      |      | Stadion: Stade Pierre-Mauroy, Villeneuve-d'Ascq Toeschouwers: 48.612 Scheidsrechter: Felix Brych Assistenten: Mark Borsch Assistenten: Stefan Lupp Vierde official: Tobias Stieler Video-assistent: Christian Dingert AVAR: Marco Fritz |
| 27 november 2019 21:00 uur |           |                      |      | Stadion: Stade Pierre-Mauroy, Villeneuve-d'Ascq Toeschouwers: 48.612 Scheidsrechter: Felix Brych Assistenten: Mark Borsch Assistenten: Stefan Lupp Vierde official: Tobias Stieler Video-assistent: Christian Dingert AVAR: Marco Fritz |
|                            |           |                      |      | |

|                            |      |                            |             | |
| 10 december 2019 21:00 uur | Ajax | 0 – 1                      | Valencia CF | Stadion: Johan Cruijff ArenA, Amsterdam Toeschouwers: 51.931 Scheidsrechter: Clément Turpin Assistenten: Nicolas Danos Assistenten: Cyril Gringore Vierde official: Frank Schneider Video-assistent: François Letexier AVAR: Jérôme Brisard |
| 10 december 2019 21:00 uur |      | 24' Rodrigo 90+3' Paulista |             | Stadion: Johan Cruijff ArenA, Amsterdam Toeschouwers: 51.931 Scheidsrechter: Clément Turpin Assistenten: Nicolas Danos Assistenten: Cyril Gringore Vierde official: Frank Schneider Video-assistent: François Letexier AVAR: Jérôme Brisard |
| 10 december 2019 21:00 uur |      |                            |             | Stadion: Johan Cruijff ArenA, Amsterdam Toeschouwers: 51.931 Scheidsrechter: Clément Turpin Assistenten: Nicolas Danos Assistenten: Cyril Gringore Vierde official: Frank Schneider Video-assistent: François Letexier AVAR: Jérôme Brisard |
| 10 december 2019 21:00 uur |      |                            |             | Stadion: Johan Cruijff ArenA, Amsterdam Toeschouwers: 51.931 Scheidsrechter: Clément Turpin Assistenten: Nicolas Danos Assistenten: Cyril Gringore Vierde official: Frank Schneider Video-assistent: François Letexier AVAR: Jérôme Brisard |
|                            |      |                            |             | |

|                            |                             |       |           | |
| 10 december 2019 21:00 uur | Chelsea FC                  | 2 – 1 | Lille OSC | Stadion: Stamford Bridge, Londen Toeschouwers: 40.016 Scheidsrechter: Anastasios Sidiropoulos Assistenten: Polychronis Kostaras Assistenten: Lazaros Dimitriadis Vierde official: Ioánnis Papadopoulos Video-assistent: Bastian Dankert AVAR: Mark Borsch |
| 10 december 2019 21:00 uur | Abraham 19' Azpilicueta 35' |       | 78' Rémy  | Stadion: Stamford Bridge, Londen Toeschouwers: 40.016 Scheidsrechter: Anastasios Sidiropoulos Assistenten: Polychronis Kostaras Assistenten: Lazaros Dimitriadis Vierde official: Ioánnis Papadopoulos Video-assistent: Bastian Dankert AVAR: Mark Borsch |
| 10 december 2019 21:00 uur |                             |       |           | Stadion: Stamford Bridge, Londen Toeschouwers: 40.016 Scheidsrechter: Anastasios Sidiropoulos Assistenten: Polychronis Kostaras Assistenten: Lazaros Dimitriadis Vierde official: Ioánnis Papadopoulos Video-assistent: Bastian Dankert AVAR: Mark Borsch |
| 10 december 2019 21:00 uur |                             |       |           | Stadion: Stamford Bridge, Londen Toeschouwers: 40.016 Scheidsrechter: Anastasios Sidiropoulos Assistenten: Polychronis Kostaras Assistenten: Lazaros Dimitriadis Vierde official: Ioánnis Papadopoulos Video-assistent: Bastian Dankert AVAR: Mark Borsch |
|                            |                             |       |           | |

| Groep                                     | Groepswinnaar (geplaatst) | Nummer twee (ongeplaatst) |
| ----------------------------------------- | ------------------------- | ------------------------- |
| A                                         | Paris Saint-Germain       | Real Madrid               |
| B                                         | Bayern München            | Tottenham Hotspur         |
| C                                         | Manchester City           | Atalanta Bergamo          |
| D                                         | Juventus FC               | Atlético Madrid           |
| E                                         | Liverpool FC TH           | SSC Napoli                |
| F                                         | FC Barcelona              | Borussia Dortmund         |
| G                                         | RB Leipzig                | Olympique Lyon            |
| H                                         | Valencia CF               | Chelsea FC EL-TH          |
| \| Legenda \| \| Geplaatst Ongeplaatst \| |                           |                           |
| Legenda                                   |                           |                           |
| Geplaatst Ongeplaatst                     |                           |                           |

| Legenda               |
| Geplaatst Ongeplaatst |

| Team 1            | Tot.      | Team 2              | 1e wedstr. | 2e wedstr.   |
| ----------------- | --------- | ------------------- | ---------- | ------------ |
| Borussia Dortmund | 2 – 3     | Paris Saint-Germain | 2 – 1      | 0 – 2        |
| Real Madrid       | 2 – 4     | Manchester City     | 1 – 2      | 1 – 2        |
| Atalanta Bergamo  | 8 – 4     | Valencia CF         | 4 – 1      | 4 – 3        |
| Atlético Madrid   | 4 – 2     | Liverpool FC        | 1 – 0      | 3 – 2 (n.v.) |
| Chelsea FC        | 1 – 7     | Bayern München      | 0 – 3      | 1 – 4        |
| Olympique Lyon    | (u) 2 – 2 | Juventus FC         | 1 – 0      | 1 – 2        |
| Tottenham Hotspur | 0 – 4     | RB Leipzig          | 0 – 1      | 0 – 3        |
| SSC Napoli        | 2 – 4     | FC Barcelona        | 1 – 1      | 1 – 3        |

|                            |                   |       |                     |                                                                                               |
| 18 februari 2020 21:00 uur | Borussia Dortmund | 2 – 1 | Paris Saint-Germain | Stadion: Signal Iduna Park, Dortmund Toeschouwers: 66.099 Scheidsrechter: Antonio Mateu Lahoz |
| 18 februari 2020 21:00 uur | Håland 69', 77'   |       | 75' Neymar          | Stadion: Signal Iduna Park, Dortmund Toeschouwers: 66.099 Scheidsrechter: Antonio Mateu Lahoz |
| 18 februari 2020 21:00 uur |                   |       |                     | Stadion: Signal Iduna Park, Dortmund Toeschouwers: 66.099 Scheidsrechter: Antonio Mateu Lahoz |
| 18 februari 2020 21:00 uur |                   |       |                     | Stadion: Signal Iduna Park, Dortmund Toeschouwers: 66.099 Scheidsrechter: Antonio Mateu Lahoz |
|                            |                   |       |                     |                                                                                               |

|                                                                                     |                         |       |                   |                                                                                  |
| 11 maart 2020 21:00 uur                                                             | Paris Saint-Germain     | 2 – 0 | Borussia Dortmund | Stadion: Parc des Princes, Parijs Toeschouwers: 0 Scheidsrechter: Anthony Taylor |
| 11 maart 2020 21:00 uur                                                             | Neymar 28' Bernat 45+1' |       | 89' Can           | Stadion: Parc des Princes, Parijs Toeschouwers: 0 Scheidsrechter: Anthony Taylor |
| 11 maart 2020 21:00 uur                                                             |                         |       |                   | Stadion: Parc des Princes, Parijs Toeschouwers: 0 Scheidsrechter: Anthony Taylor |
| 11 maart 2020 21:00 uur                                                             |                         |       |                   | Stadion: Parc des Princes, Parijs Toeschouwers: 0 Scheidsrechter: Anthony Taylor |
| Bijz.: Paris Saint-Germain won over twee wedstrijden met een totaalscore van 2 – 3. |                         |       |                   |                                                                                  |

|                            |                    |       |                                        |                                                                                                |
| 26 februari 2020 21:00 uur | Real Madrid        | 1 – 2 | Manchester City                        | Stadion: Estadio Santiago Bernabéu, Madrid Toeschouwers: 75.615 Scheidsrechter: Daniele Orsato |
| 26 februari 2020 21:00 uur | Isco 60' Ramos 86' |       | 78' Gabriel Jesus 83' (pen.) De Bruyne | Stadion: Estadio Santiago Bernabéu, Madrid Toeschouwers: 75.615 Scheidsrechter: Daniele Orsato |
| 26 februari 2020 21:00 uur |                    |       |                                        | Stadion: Estadio Santiago Bernabéu, Madrid Toeschouwers: 75.615 Scheidsrechter: Daniele Orsato |
| 26 februari 2020 21:00 uur |                    |       |                                        | Stadion: Estadio Santiago Bernabéu, Madrid Toeschouwers: 75.615 Scheidsrechter: Daniele Orsato |
|                            |                    |       |                                        |                                                                                                |

|                                                                                 |                               |       |             |                                                                                 |
| 7 augustus 2020 21:00 uur                                                       | Manchester City               | 2 – 1 | Real Madrid | Stadion: Etihad Stadium, Manchester Toeschouwers: 0 Scheidsrechter: Felix Brych |
| 7 augustus 2020 21:00 uur                                                       | Sterling 9' Gabriel Jesus 68' |       | 28' Benzema | Stadion: Etihad Stadium, Manchester Toeschouwers: 0 Scheidsrechter: Felix Brych |
| 7 augustus 2020 21:00 uur                                                       |                               |       |             | Stadion: Etihad Stadium, Manchester Toeschouwers: 0 Scheidsrechter: Felix Brych |
| 7 augustus 2020 21:00 uur                                                       |                               |       |             | Stadion: Etihad Stadium, Manchester Toeschouwers: 0 Scheidsrechter: Felix Brych |
| Bijz.: Manchester City won over twee wedstrijden met een totaalscore van 2 – 4. |                               |       |             |                                                                                 |

|                            |                                          |       |                |                                                                               |
| 19 februari 2020 21:00 uur | Atalanta Bergamo                         | 4 – 1 | Valencia CF    | Stadion: San Siro, Milaan Toeschouwers: 44.236 Scheidsrechter: Michael Oliver |
| 19 februari 2020 21:00 uur | Hateboer 16', 62' Iličić 42' Freuler 57' |       | 66' Tsjerysjev | Stadion: San Siro, Milaan Toeschouwers: 44.236 Scheidsrechter: Michael Oliver |
| 19 februari 2020 21:00 uur |                                          |       |                | Stadion: San Siro, Milaan Toeschouwers: 44.236 Scheidsrechter: Michael Oliver |
| 19 februari 2020 21:00 uur |                                          |       |                | Stadion: San Siro, Milaan Toeschouwers: 44.236 Scheidsrechter: Michael Oliver |
|                            |                                          |       |                |                                                                               |

|                                                                                  |                             |       |                                        |                                                                                    |
| 10 maart 2020 21:00 uur                                                          | Valencia CF                 | 3 – 4 | Atalanta Bergamo                       | Stadion: Estadio Mestalla, Valencia Toeschouwers: 0 Scheidsrechter: Ovidiu Haţegan |
| 10 maart 2020 21:00 uur                                                          | Gameiro 21', 51' Torres 67' |       | 3' (pen.), 43' (pen.), 71', 82' Iličić | Stadion: Estadio Mestalla, Valencia Toeschouwers: 0 Scheidsrechter: Ovidiu Haţegan |
| 10 maart 2020 21:00 uur                                                          |                             |       |                                        | Stadion: Estadio Mestalla, Valencia Toeschouwers: 0 Scheidsrechter: Ovidiu Haţegan |
| 10 maart 2020 21:00 uur                                                          |                             |       |                                        | Stadion: Estadio Mestalla, Valencia Toeschouwers: 0 Scheidsrechter: Ovidiu Haţegan |
| Bijz.: Atalanta Bergamo won over twee wedstrijden met een totaalscore van 8 – 4. |                             |       |                                        |                                                                                    |

|                            |                 |       |              | |
| 18 februari 2020 21:00 uur | Atlético Madrid | 1 – 0 | Liverpool FC | Stadion: Estadio Wanda Metropolitano, Madrid Toeschouwers: 67.443 Scheidsrechter: Szymon Marciniak |
| 18 februari 2020 21:00 uur | Saúl 4'         |       |              | Stadion: Estadio Wanda Metropolitano, Madrid Toeschouwers: 67.443 Scheidsrechter: Szymon Marciniak |
| 18 februari 2020 21:00 uur |                 |       |              | Stadion: Estadio Wanda Metropolitano, Madrid Toeschouwers: 67.443 Scheidsrechter: Szymon Marciniak |
| 18 februari 2020 21:00 uur |                 |       |              | Stadion: Estadio Wanda Metropolitano, Madrid Toeschouwers: 67.443 Scheidsrechter: Szymon Marciniak |
|                            |                 |       |              | |

|                                                                                 |                           |              |                                    |                                                                                 |
| 11 maart 2020 21:00 uur                                                         | Liverpool FC              | 2 – 3 (n.v.) | Atlético Madrid                    | Stadion: Anfield, Liverpool Toeschouwers: 52.267 Scheidsrechter: Danny Makkelie |
| 11 maart 2020 21:00 uur                                                         | Wijnaldum 43' Firmino 94' |              | 97', 105+1' Llorente 120+1' Morata | Stadion: Anfield, Liverpool Toeschouwers: 52.267 Scheidsrechter: Danny Makkelie |
| 11 maart 2020 21:00 uur                                                         |                           |              |                                    | Stadion: Anfield, Liverpool Toeschouwers: 52.267 Scheidsrechter: Danny Makkelie |
| 11 maart 2020 21:00 uur                                                         |                           |              |                                    | Stadion: Anfield, Liverpool Toeschouwers: 52.267 Scheidsrechter: Danny Makkelie |
| Bijz.: Atlético Madrid won over twee wedstrijden met een totaalscore van 4 – 2. |                           |              |                                    |                                                                                 |

|                            |            |       |                                 |                                                                                      |
| 25 februari 2020 21:00 uur | Chelsea FC | 0 – 3 | Bayern München                  | Stadion: Stamford Bridge, Londen Toeschouwers: 36.761 Scheidsrechter: Clément Turpin |
| 25 februari 2020 21:00 uur | Alonso 83' |       | 51', 54' Gnabry 76' Lewandowski | Stadion: Stamford Bridge, Londen Toeschouwers: 36.761 Scheidsrechter: Clément Turpin |
| 25 februari 2020 21:00 uur |            |       |                                 | Stadion: Stamford Bridge, Londen Toeschouwers: 36.761 Scheidsrechter: Clément Turpin |
| 25 februari 2020 21:00 uur |            |       |                                 | Stadion: Stamford Bridge, Londen Toeschouwers: 36.761 Scheidsrechter: Clément Turpin |
|                            |            |       |                                 |                                                                                      |

|                                                                                |                                                     |       |             |                                                                                |
| 8 augustus 2020 21:00 uur                                                      | Bayern München                                      | 4 – 1 | Chelsea FC  | Stadion: Allianz Arena, München Toeschouwers: 0 Scheidsrechter: Ovidiu Haţegan |
| 8 augustus 2020 21:00 uur                                                      | Lewandowski 10' (pen.), 84' Perišić 24' Tolisso 76' |       | 44' Abraham | Stadion: Allianz Arena, München Toeschouwers: 0 Scheidsrechter: Ovidiu Haţegan |
| 8 augustus 2020 21:00 uur                                                      |                                                     |       |             | Stadion: Allianz Arena, München Toeschouwers: 0 Scheidsrechter: Ovidiu Haţegan |
| 8 augustus 2020 21:00 uur                                                      |                                                     |       |             | Stadion: Allianz Arena, München Toeschouwers: 0 Scheidsrechter: Ovidiu Haţegan |
| Bijz.: Bayern München won over twee wedstrijden met een totaalscore van 1 – 7. |                                                     |       |             |                                                                                |

|                            |                |       |             |                                                                                               |
| 26 februari 2020 21:00 uur | Olympique Lyon | 1 – 0 | Juventus FC | Stadion: Parc Olympique Lyonnais, Lyon Toeschouwers: 57.335 Scheidsrechter: Jesús Gil Manzano |
| 26 februari 2020 21:00 uur | Tousart 31'    |       |             | Stadion: Parc Olympique Lyonnais, Lyon Toeschouwers: 57.335 Scheidsrechter: Jesús Gil Manzano |
| 26 februari 2020 21:00 uur |                |       |             | Stadion: Parc Olympique Lyonnais, Lyon Toeschouwers: 57.335 Scheidsrechter: Jesús Gil Manzano |
| 26 februari 2020 21:00 uur |                |       |             | Stadion: Parc Olympique Lyonnais, Lyon Toeschouwers: 57.335 Scheidsrechter: Jesús Gil Manzano |
| Bijz.:                     |                |       |             |                                                                                               |

| |                         |       |                  |                                                                               |
| 7 augustus 2020 21:00 uur                                                                                                | Juventus FC             | 2 – 1 | Olympique Lyon   | Stadion: Allianz Stadium, Turijn Toeschouwers: 0 Scheidsrechter: Felix Zwayer |
| 7 augustus 2020 21:00 uur                                                                                                | Ronaldo 43' (pen.), 60' |       | 12' (pen.) Depay | Stadion: Allianz Stadium, Turijn Toeschouwers: 0 Scheidsrechter: Felix Zwayer |
| 7 augustus 2020 21:00 uur                                                                                                |                         |       |                  | Stadion: Allianz Stadium, Turijn Toeschouwers: 0 Scheidsrechter: Felix Zwayer |
| 7 augustus 2020 21:00 uur                                                                                                |                         |       |                  | Stadion: Allianz Stadium, Turijn Toeschouwers: 0 Scheidsrechter: Felix Zwayer |
| Bijz.: Olympique Lyon speelde over twee wedstrijden gelijk met een totaalscore van 2 – 2, maar won door het uitdoelpunt. |                         |       |                  |                                                                               |

|                            |                   |                   |            |                                                                                              |
| 19 februari 2020 21:00 uur | Tottenham Hotspur | 0 – 1             | RB Leipzig | Stadion: Tottenham Hotspur Stadium, Londen Toeschouwers: 60.095 Scheidsrechter: Cüneyt Çakır |
| 19 februari 2020 21:00 uur |                   | 58' (pen.) Werner |            | Stadion: Tottenham Hotspur Stadium, Londen Toeschouwers: 60.095 Scheidsrechter: Cüneyt Çakır |
| 19 februari 2020 21:00 uur |                   |                   |            | Stadion: Tottenham Hotspur Stadium, Londen Toeschouwers: 60.095 Scheidsrechter: Cüneyt Çakır |
| 19 februari 2020 21:00 uur |                   |                   |            | Stadion: Tottenham Hotspur Stadium, Londen Toeschouwers: 60.095 Scheidsrechter: Cüneyt Çakır |
|                            |                   |                   |            |                                                                                              |

|                                                                            |                                |       |                   |                                                                                               |
| 10 maart 2020 21:00 uur                                                    | RB Leipzig                     | 3 – 0 | Tottenham Hotspur | Stadion: Red Bull Arena, Leipzig Toeschouwers: 42.146 Scheidsrechter: Carlos del Cerro Grande |
| 10 maart 2020 21:00 uur                                                    | Sabitzer 10', 21' Forsberg 87' |       |                   | Stadion: Red Bull Arena, Leipzig Toeschouwers: 42.146 Scheidsrechter: Carlos del Cerro Grande |
| 10 maart 2020 21:00 uur                                                    |                                |       |                   | Stadion: Red Bull Arena, Leipzig Toeschouwers: 42.146 Scheidsrechter: Carlos del Cerro Grande |
| 10 maart 2020 21:00 uur                                                    |                                |       |                   | Stadion: Red Bull Arena, Leipzig Toeschouwers: 42.146 Scheidsrechter: Carlos del Cerro Grande |
| Bijz.: RB Leipzig won over twee wedstrijden met een totaalscore van 0 – 4. |                                |       |                   |                                                                                               |

|                            |             |       |                              |                                                                                    |
| 25 februari 2020 21:00 uur | SSC Napoli  | 1 – 1 | FC Barcelona                 | Stadion: Stadio San Paolo, Napels Toeschouwers: 44.388 Scheidsrechter: Felix Brych |
| 25 februari 2020 21:00 uur | Mertens 30' |       | 57' Griezmann 88', 89' Vidal | Stadion: Stadio San Paolo, Napels Toeschouwers: 44.388 Scheidsrechter: Felix Brych |
| 25 februari 2020 21:00 uur |             |       |                              | Stadion: Stadio San Paolo, Napels Toeschouwers: 44.388 Scheidsrechter: Felix Brych |
| 25 februari 2020 21:00 uur |             |       |                              | Stadion: Stadio San Paolo, Napels Toeschouwers: 44.388 Scheidsrechter: Felix Brych |
|                            |             |       |                              |                                                                                    |

|                                                                              |                                           |       |                      |                                                                           |
| 8 augustus 2020 21:00 uur                                                    | FC Barcelona                              | 3 – 1 | SSC Napoli           | Stadion: Camp Nou, Barcelona Toeschouwers: 0 Scheidsrechter: Cüneyt Çakır |
| 8 augustus 2020 21:00 uur                                                    | Lenglet 10' Messi 23' Suárez 45+1' (pen.) |       | 45+5' (pen.) Insigne | Stadion: Camp Nou, Barcelona Toeschouwers: 0 Scheidsrechter: Cüneyt Çakır |
| 8 augustus 2020 21:00 uur                                                    |                                           |       |                      | Stadion: Camp Nou, Barcelona Toeschouwers: 0 Scheidsrechter: Cüneyt Çakır |
| 8 augustus 2020 21:00 uur                                                    |                                           |       |                      | Stadion: Camp Nou, Barcelona Toeschouwers: 0 Scheidsrechter: Cüneyt Çakır |
| Bijz.: FC Barcelona won over twee wedstrijden met een totaalscore van 2 – 4. |                                           |       |                      |                                                                           |

| Team 1           | Res.  | Team 2              |
| ---------------- | ----- | ------------------- |
| Atalanta Bergamo | 1 – 2 | Paris Saint-Germain |
| RB Leipzig       | 2 – 1 | Atlético Madrid     |
| FC Barcelona     | 2 – 8 | Bayern München      |
| Manchester City  | 1 – 3 | Olympique Lyon      |

|                        |                  |       |                                    |                                                                                  |
| 12 augustus 2020 21:00 | Atalanta Bergamo | 1 – 2 | Paris Saint-Germain                | Stadion: Estádio da Luz, Lissabon Toeschouwers: 0 Scheidsrechter: Anthony Taylor |
| 12 augustus 2020 21:00 | Pašalić 27'      |       | 90' Marquinhos 90+3' Choupo-Moting | Stadion: Estádio da Luz, Lissabon Toeschouwers: 0 Scheidsrechter: Anthony Taylor |
| 12 augustus 2020 21:00 |                  |       |                                    | Stadion: Estádio da Luz, Lissabon Toeschouwers: 0 Scheidsrechter: Anthony Taylor |
| 12 augustus 2020 21:00 |                  |       |                                    | Stadion: Estádio da Luz, Lissabon Toeschouwers: 0 Scheidsrechter: Anthony Taylor |
|                        |                  |       |                                    |                                                                                  |

|                        |                    |       |                  |                                                                                           |
| 13 augustus 2020 21:00 | RB Leipzig         | 2 – 1 | Atlético Madrid  | Stadion: Estádio José Alvalade, Lissabon Toeschouwers: 0 Scheidsrechter: Szymon Marciniak |
| 13 augustus 2020 21:00 | Olmo 51' Adams 88' |       | 71' (pen.) Félix | Stadion: Estádio José Alvalade, Lissabon Toeschouwers: 0 Scheidsrechter: Szymon Marciniak |
| 13 augustus 2020 21:00 |                    |       |                  | Stadion: Estádio José Alvalade, Lissabon Toeschouwers: 0 Scheidsrechter: Szymon Marciniak |
| 13 augustus 2020 21:00 |                    |       |                  | Stadion: Estádio José Alvalade, Lissabon Toeschouwers: 0 Scheidsrechter: Szymon Marciniak |
|                        |                    |       |                  |                                                                                           |

|                        |                            |       |                                                                                     |                                                                                 |
| 14 augustus 2020 21:00 | FC Barcelona               | 2 – 8 | Bayern München                                                                      | Stadion: Estádio da Luz, Lissabon Toeschouwers: 0 Scheidsrechter: Damir Skomina |
| 14 augustus 2020 21:00 | Alaba 7' (e.d.) Suárez 57' |       | 4', 31' Müller 22' Perišić 27' Gnabry 63' Kimmich 82' Lewandowski 85', 89' Coutinho | Stadion: Estádio da Luz, Lissabon Toeschouwers: 0 Scheidsrechter: Damir Skomina |
| 14 augustus 2020 21:00 |                            |       |                                                                                     | Stadion: Estádio da Luz, Lissabon Toeschouwers: 0 Scheidsrechter: Damir Skomina |
| 14 augustus 2020 21:00 |                            |       |                                                                                     | Stadion: Estádio da Luz, Lissabon Toeschouwers: 0 Scheidsrechter: Damir Skomina |
|                        |                            |       |                                                                                     |                                                                                 |

|                        |                 |       |                             |                                                                                         |
| 15 augustus 2020 21:00 | Manchester City | 1 – 3 | Olympique Lyon              | Stadion: Estádio José Alvalade, Lissabon Toeschouwers: 0 Scheidsrechter: Danny Makkelie |
| 15 augustus 2020 21:00 | De Bruyne 69'   |       | 24' Cornet 79', 87' Dembélé | Stadion: Estádio José Alvalade, Lissabon Toeschouwers: 0 Scheidsrechter: Danny Makkelie |
| 15 augustus 2020 21:00 |                 |       |                             | Stadion: Estádio José Alvalade, Lissabon Toeschouwers: 0 Scheidsrechter: Danny Makkelie |
| 15 augustus 2020 21:00 |                 |       |                             | Stadion: Estádio José Alvalade, Lissabon Toeschouwers: 0 Scheidsrechter: Danny Makkelie |
|                        |                 |       |                             |                                                                                         |

| Team 1         | Res.  | Team 2              |
| -------------- | ----- | ------------------- |
| RB Leipzig     | 0 – 3 | Paris Saint-Germain |
| Olympique Lyon | 0 – 3 | Bayern München      |

|                        |            |                                        |                     |                                                                                 |
| 18 augustus 2020 21:00 | RB Leipzig | 0 – 3                                  | Paris Saint-Germain | Stadion: Estádio da Luz, Lissabon Toeschouwers: 0 Scheidsrechter: Björn Kuipers |
| 18 augustus 2020 21:00 |            | 13' Marquinhos 42' Di María 56' Bernat |                     | Stadion: Estádio da Luz, Lissabon Toeschouwers: 0 Scheidsrechter: Björn Kuipers |
| 18 augustus 2020 21:00 |            |                                        |                     | Stadion: Estádio da Luz, Lissabon Toeschouwers: 0 Scheidsrechter: Björn Kuipers |
| 18 augustus 2020 21:00 |            |                                        |                     | Stadion: Estádio da Luz, Lissabon Toeschouwers: 0 Scheidsrechter: Björn Kuipers |
|                        |            |                                        |                     |                                                                                 |

|                        |                |                                 |                |                                                                                              |
| 19 augustus 2020 21:00 | Olympique Lyon | 0 – 3                           | Bayern München | Stadion: Estádio José Alvalade, Lissabon Toeschouwers: 0 Scheidsrechter: Antonio Mateu Lahoz |
| 19 augustus 2020 21:00 |                | 18', 33' Gnabry 88' Lewandowski |                | Stadion: Estádio José Alvalade, Lissabon Toeschouwers: 0 Scheidsrechter: Antonio Mateu Lahoz |
| 19 augustus 2020 21:00 |                |                                 |                | Stadion: Estádio José Alvalade, Lissabon Toeschouwers: 0 Scheidsrechter: Antonio Mateu Lahoz |
| 19 augustus 2020 21:00 |                |                                 |                | Stadion: Estádio José Alvalade, Lissabon Toeschouwers: 0 Scheidsrechter: Antonio Mateu Lahoz |
|                        |                |                                 |                |                                                                                              |

|                        |                     |           |                |                                                                                  |
| 23 augustus 2020 21:00 | Paris Saint-Germain | 0 – 1     | Bayern München | Stadion: Estádio da Luz, Lissabon Toeschouwers: 0 Scheidsrechter: Daniele Orsato |
| 23 augustus 2020 21:00 |                     | 59' Coman |                | Stadion: Estádio da Luz, Lissabon Toeschouwers: 0 Scheidsrechter: Daniele Orsato |
| 23 augustus 2020 21:00 |                     |           |                | Stadion: Estádio da Luz, Lissabon Toeschouwers: 0 Scheidsrechter: Daniele Orsato |
| 23 augustus 2020 21:00 |                     |           |                | Stadion: Estádio da Luz, Lissabon Toeschouwers: 0 Scheidsrechter: Daniele Orsato |
|                        |                     |           |                |                                                                                  |

| Winnaar UEFA Champions League 2019/2020 |
| --------------------------------------- |
| Bayern München 6de titel                |

| Rang | Naam                | Club                | Goals | Speelminuten |
| ---- | ------------------- | ------------------- | ----- | ------------ |
| 1.   | Robert Lewandowski  | Bayern München      | 15    | 887          |
| 2.   | Erling Braut Håland | Borussia Dortmund   | 10    | 554          |
| 3.   | Serge Gnabry        | Bayern München      | 9     | 767          |
| 4.   | Harry Kane          | Tottenham Hotspur   | 6     | 450          |
| 4.   | Memphis Depay       | Olympique Lyon      | 6     | 536          |
| 4.   | Dries Mertens       | SSC Napoli          | 6     | 586          |
| 4.   | Gabriel Jesus       | Manchester City     | 6     | 590          |
| 4.   | Raheem Sterling     | Manchester City     | 6     | 599          |
| 9.   | Son Heung-min       | Tottenham Hotspur   | 5     | 365          |
| 9.   | Kylian Mbappé       | Paris Saint-Germain | 5     | 476          |
| 9.   | Mauro Icardi        | Paris Saint-Germain | 5     | 480          |
| 9.   | Josip Iličić        | Atalanta Bergamo    | 5     | 516          |
| 9.   | Lautaro Martínez    | Internazionale      | 5     | 521          |
| 9.   | Luis Suárez         | FC Barcelona        | 5     | 567          |
| 9.   | Karim Benzema       | Real Madrid         | 5     | 643          |

| Rang | Naam               | Club                | Assists | Speelminuten |
| ---- | ------------------ | ------------------- | ------- | ------------ |
| 1.   | Ángel Di Maria     | Paris Saint-Germain | 6       | 750          |
| 1.   | Robert Lewandowski | Bayern München      | 6       | 887          |
| 3.   | Hakim Ziyech       | Ajax                | 5       | 499          |
| 3.   | Kylian Mbappé      | Paris Saint-Germain | 5       | 652          |
| 3.   | Houssem Aouar      | Olympique Lyon      | 5       | 715          |
| 6.   | Corentin Tolisso   | Bayern München      | 4       | 341          |
| 6.   | Riyad Mahrez       | Manchester City     | 4       | 572          |
| 6.   | Neymar             | Paris Saint-Germain | 4       | 585          |
| 6.   | Roberto Firmino    | Liverpool FC        | 4       | 629          |
| 6.   | Alphonso Davies    | Bayern München      | 4       | 713          |

| Land                  | VR | 1Q | 2Q | 3Q | PO | GR | 1/8 | 1/4 | 1/2 | F | W |
| --------------------- | -- | -- | -- | -- | -- | -- | --- | --- | --- | - | - |
| Duitsland             | -  | -  | -  | -  | -  | 4  | 3   | 2   | 2   | 1 | 1 |
| Frankrijk             | -  | -  | -  | -  | -  | 3  | 2   | 2   | 2   | 1 |   |
| Spanje                | -  | -  | -  | -  | -  | 4  | 4   | 2   |     |   |   |
| Engeland              | -  | -  | -  | -  | -  | 4  | 4   | 1   |     |   |   |
| Italië                | -  | -  | -  | -  | -  | 4  | 3   | 1   |     |   |   |
| Rusland               | -  | -  | -  | 1  | 1  | 2  |     |     |     |   |   |
| Portugal              | -  | -  | -  | 1  | 0  | 1  |     |     |     |   |   |
| Oekraïne              | -  | -  | -  | 1  | 0  | 1  |     |     |     |   |   |
| België                | -  | -  | -  | 1  | 1  | 2  |     |     |     |   |   |
| Turkije               | -  | -  | -  | 1  | 0  | 1  |     |     |     |   |   |
| Oostenrijk            | -  | -  | -  | 1  | 1  | 1  |     |     |     |   |   |
| Tsjechië              | -  | -  | -  | 1  | 0  | 1  |     |     |     |   |   |
| Nederland             | -  | -  | 1  | 1  | 1  | 1  |     |     |     |   |   |
| Griekenland           | -  | -  | 1  | 2  | 1  | 1  |     |     |     |   |   |
| Kroatië               | -  | -  | 1  | 1  | 1  | 1  |     |     |     |   |   |
| Servië                | -  | 1  | 1  | 1  | 1  | 1  |     |     |     |   |   |
| Zwitserland           | -  | -  | 1  | 1  | 1  |    |     |     |     |   |   |
| Cyprus                | -  | -  | 1  | 1  | 1  |    |     |     |     |   |   |
| Roemenië              | -  | 1  | 1  | 1  | 1  |    |     |     |     |   |   |
| Noorwegen             | -  | 1  | 1  | 1  | 1  |    |     |     |     |   |   |
| Denemarken            | -  | -  | 1  | 1  |    |    |     |     |     |   |   |
| Azerbeidzjan          | -  | 1  | 1  | 1  |    |    |     |     |     |   |   |
| Schotland             | -  | 1  | 1  | 1  |    |    |     |     |     |   |   |
| Slovenië              | -  | 1  | 1  | 1  |    |    |     |     |     |   |   |
| Hongarije             | -  | 1  | 1  | 1  |    |    |     |     |     |   |   |
| Israël                | -  | -  | 1  |    |    |    |     |     |     |   |   |
| Zweden                | -  | 1  | 1  |    |    |    |     |     |     |   |   |
| Wit-Rusland           | -  | 1  | 1  |    |    |    |     |     |     |   |   |
| Finland               | -  | 1  | 1  |    |    |    |     |     |     |   |   |
| Ierland               | -  | 1  | 1  |    |    |    |     |     |     |   |   |
| Estland               | -  | 1  | 1  |    |    |    |     |     |     |   |   |
| Montenegro            | -  | 1  | 1  |    |    |    |     |     |     |   |   |
| Georgië               | -  | 1  | 1  |    |    |    |     |     |     |   |   |
| Malta                 | -  | 1  | 1  |    |    |    |     |     |     |   |   |
| Wales                 | -  | 1  | 1  |    |    |    |     |     |     |   |   |
| Polen                 | -  | 1  |    |    |    |    |     |     |     |   |   |
| Bulgarije             | -  | 1  |    |    |    |    |     |     |     |   |   |
| Kazachstan            | -  | 1  |    |    |    |    |     |     |     |   |   |
| Slowakije             | -  | 1  |    |    |    |    |     |     |     |   |   |
| Moldavië              | -  | 1  |    |    |    |    |     |     |     |   |   |
| Albanië               | -  | 1  |    |    |    |    |     |     |     |   |   |
| IJsland               | -  | 1  |    |    |    |    |     |     |     |   |   |
| Noord-Macedonië       | -  | 1  |    |    |    |    |     |     |     |   |   |
| Bosnië en Herzegovina | -  | 1  |    |    |    |    |     |     |     |   |   |
| Letland               | -  | 1  |    |    |    |    |     |     |     |   |   |
| Litouwen              | -  | 1  |    |    |    |    |     |     |     |   |   |
| Armenië               | -  | 1  |    |    |    |    |     |     |     |   |   |
| Luxemburg             | -  | 1  |    |    |    |    |     |     |     |   |   |
| Noord-Ierland         | -  | 1  |    |    |    |    |     |     |     |   |   |
| Faeröer               | -  | 1  |    |    |    |    |     |     |     |   |   |
| Kosovo                | 1  | 1  |    |    |    |    |     |     |     |   |   |
| Gibraltar             | 1  |    |    |    |    |    |     |     |     |   |   |
| Andorra               | 1  |    |    |    |    |    |     |     |     |   |   |
| San Marino            | 1  |    |    |    |    |    |     |     |     |   |   |

|                        | |
| Europacup I:           | 1955/56 · 1956/57 · 1957/58 · 1958/59 · 1959/60 · 1960/61 · 1961/62 · 1962/63 · 1963/64 · 1964/65 · 1965/66 · 1966/67 · 1967/68 · 1968/69 · 1969/70 · 1970/71 · 1971/72 · 1972/73 · 1973/74 · 1974/75 · 1975/76 · 1976/77 · 1977/78 · 1978/79 · 1979/80 · 1980/81 · 1981/82 · 1982/83 · 1983/84 · 1984/85 · 1985/86 · 1986/87 · 1987/88 · 1988/89 · 1989/90 · 1990/91 · 1991/92 |
| UEFA Champions League: | 1992/93 · 1993/94 · 1994/95 · 1995/96 · 1996/97 · 1997/98 · 1998/99 · 1999/00 · 2000/01 · 2001/02 · 2002/03 · 2003/04 · 2004/05 · 2005/06 · 2006/07 · 2007/08 · 2008/09 · 2009/10 · 2010/11 · 2011/12 · 2012/13 · 2013/14 · 2014/15 · 2015/16 · 2016/17 · 2017/18 · 2018/19 · 2019/20 · 2020/21 · 2021/22 · 2022/23 · 2023/24 · 2024/25                                         |